# US Open
Das Tennisturnier US Open ist gewöhnlich das vierte und letzte Grand-Slam-Turnier des Jahres. Es wird im August/September in New York City am USTA Billie Jean King National Tennis Center in Flushing Meadows ausgespielt.
Der Namensbestandteil Open (englisch für offen) verweist darauf, dass die Veranstaltung für Teilnehmer ohne Ansehen von Staatszugehörigkeit, Status (Amateur, Profi), Geschlecht, Alter usw. offen ist. Seit dem russischen Überfall auf die Ukraine 2022 dürfen jedoch Spieler und Spielerinnen aus Russland und Belarus nicht unter ihren Flaggen antreten.
Zum zuletzt beendeten Turnier siehe US Open 2024. Zum aktuellen Turnier siehe US Open 2025.

## Geschichte

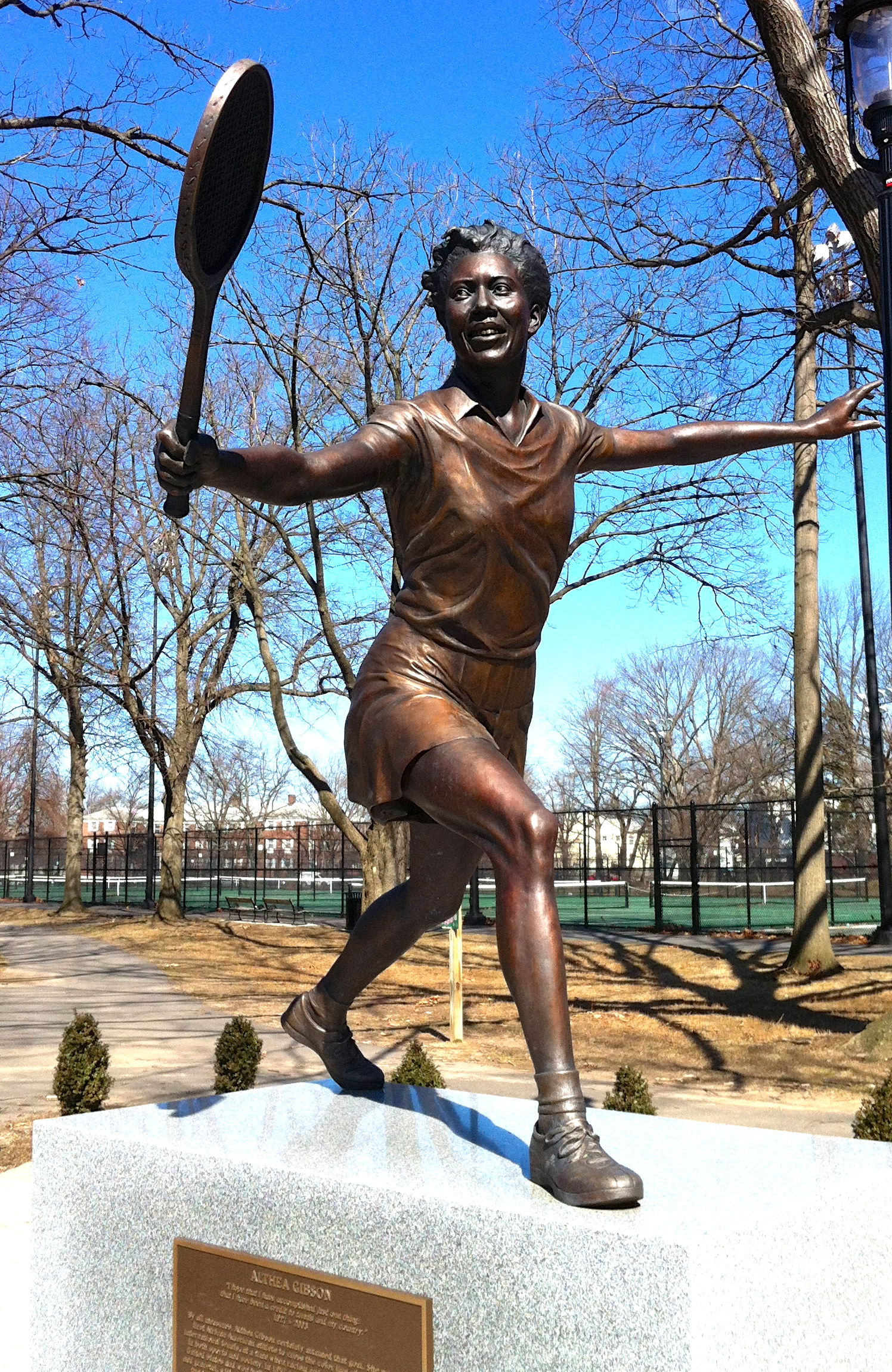
Althea Gibson

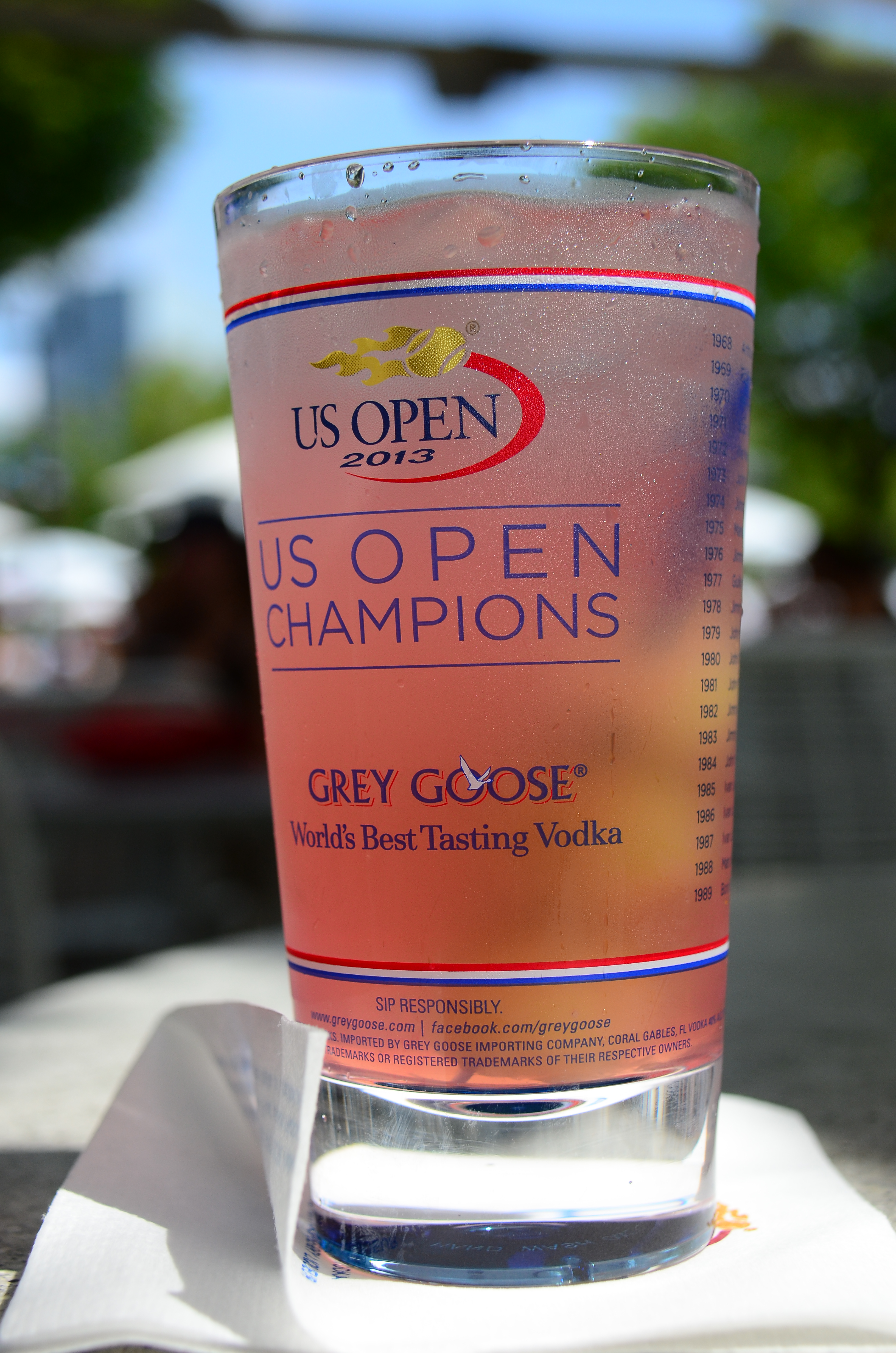
Honey Deuce

1881 wurden die ersten U.S. National Championships der Herren ausgetragen. Der Damenwettbewerb wurde erstmals 1887 ausgespielt. Die ersten Austragungen fanden noch nicht in New York statt, sondern bei den Herren im Newport Casino in Newport, Rhode Island; auf diesem Gelände findet heute das ATP-Turnier von Newport statt. Die Damen trugen ihre Wettbewerbe im Philadelphia Cricket Club in Philadelphia aus. Im Jahr 1915 wechselte der Austragungsort in den West Side Tennis Club in Forest Hills im New Yorker Ortsteil Queens. Bis einschließlich 1974 wurden die US Open auf Rasen ausgetragen, ehe man für drei Jahre auf Sandplätze (Har-Tru) wechselte. 1978 zog man von Forest Hills einige Kilometer weiter nach Flushing Meadows, seitdem wird auch auf Hartplatzbelag, zunächst bis einschließlich 2019 (DecoTurf), seit 2020 auf Laykold, gespielt.
Am 25. August 1997 wurde das Arthur Ashe Stadium feierlich eröffnet. Die Baukosten betrugen 254 Millionen Dollar. 2013 gab die USTA grünes Licht für ein 550 Millionen Dollar teures Renovierungsprogramm der gesamten Anlage. 150 Millionen Dollar wurden allein in die Dachkonstruktion investiert, die 2016 schließlich fertig wurde. Von 2025 bis 2027 wird das Areal erneut einer umfassenden, 800 Millionen Dollar teuren Verschönerung unterzogen. Zwei Bereiche mit Luxussuiten sowie zusätzliche Speise- und Clubbereiche werden 2000 neue Sitzplätze bieten, wodurch die Zahl der teuersten Plätze im Stadion von 3000 auf 5000 steigt. Die Verbandskasse gibt das her: Allein 2024 wurden bei den US Open fast 560 Millionen Dollar eingenommen.
2025 feiern die US Open im Arthur Ashe Stadium das 75-jährige Jubiläum der Aufhebung der Rassentrennung im Tennis durch die erstmalige Teilnahme einer farbigen Tennisspielerin, Althea Gibson, an den US Open, damals noch die U.S. National Championships. Sie errang in der Folge während ihrer Karriere insgesamt elf Grand-Slam-Titel.
Ähnlich dem Pimm’s Cup bei den Wimbledon Championships versuchen die US Open mit dem Honey Deuce ein Traditionsgetränk zu schaffen. Es ist ein alkoholischer Cocktail, der hauptsächlich aus Wodka (Grey Goose), Zitronenlimonade, Himbeerlikör, Eiswürfeln und aufgespießten Honigmelonenbällchen besteht und etwa 25 $ kostet. Auf dem Becher, den man behalten darf, stehen alle bisherigen US-Open-Sieger. Die Melonenbällchen sollen Tennisbälle symbolisieren. 2024 wurden 550.000 dieser Cocktails während der US Open konsumiert.

### Finalbegegnungen
Traditionell findet das Finale im Dameneinzel am Samstag und das Herrenfinale am Sonntag statt. 2008 konnte ein Damen-Halbfinale wegen Regens am Samstag nicht beendet werden; es musste auf den regulären Finaltag der Herren verschoben werden. Dadurch fand zum ersten Mal seit 1987 das Finale der Männer an einem Montag statt. Auch in den folgenden vier Jahren musste das Herrenfinale aufgrund von Regen auf den Montag verschoben werden. Wegen des Super-Saturdays, an dem sowohl die Halbfinalspiele der Herren als auch das Damenfinale vorgesehen waren, waren Regenunterbrechungen am letzten Wochenende bei den US Open nur schwer ohne Verschiebung des Herrenendspiels zu kompensieren. Wegen dieser wetterbedingten Gründe und auf Wunsch vieler Spieler entschloss man sich, ab 2013 sowohl das Damen- als auch das Herrenfinale um einen Tag zu verschieben; somit fand das Herrenfinale regulär am Montag statt und der Super-Saturday gehörte der Geschichte an. Da das Turnier innerhalb der zweiten Woche im Wesentlichen aber auf dem seit 2016 überdachten Arthur Ashe Court ausgetragen wird, sind seitdem wetterbedingte Spielabbrüche oder gar Verschiebungen ausgeschlossen. Seitdem ist man deshalb wieder zum alten Modus der Austragung des Damenfinales am Samstag sowie des Herrenfinales am Sonntag zurückgekehrt.
Im Halbfinalspiel 1992 zwischen dem Amerikaner Michael Chang und Stefan Edberg aus Schweden fand das bisher längste Herren-Einzel-Match der US Open statt, das fünf Stunden und 26 Minuten dauerte. Drei Stunden und dreiunddreißig Minuten dauerte das bisher längste Damen-Einzel-Match der US Open, zwischen Shelby Rogers (USA) und Daria Gavrilova (Australien) in der zweiten Runde am 31. August 2017.

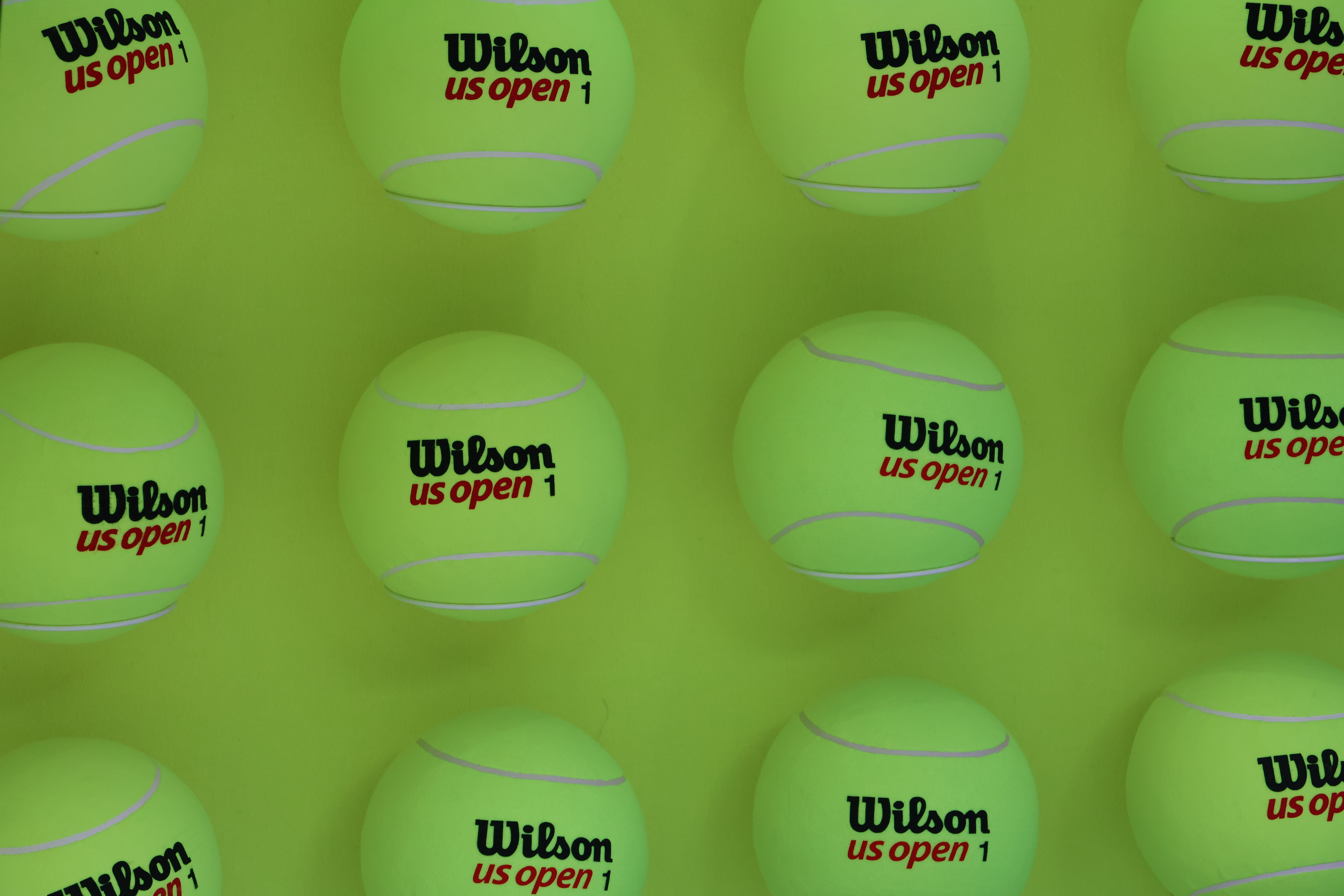
Wilson-Tennisbälle, 2023

Die Damen haben zwischen dem 2. und 3. Satz eine Hitzepause von 10 Minuten, während der sie sich in einem klimatisierten Bereich aufhalten. Seit August 2018 wird bei einer Temperatur ab 35 °C auch Männern eine Pause zugestanden, zwischen dem 3. und 4. Satz. Während der Seitenwechsel wird den Spielern mittels eines Regenschirms Schatten gespendet. Sie können sich auch mittels Eisbeuteln und eisgekühlten Handtüchern abkühlen. Zusätzlich steht ihnen seit 2020 eine tragbare, batteriebetriebene Klimaanlage (IcyBreeze) zur Verfügung, aus der sie sich über einen Schlauch von kalter Luft anblasen lassen können.
2020 war es nach den Australian Open das zweite Grand-Slam-Turnier des Jahres, da wegen der Covid-19-Pandemie die French Open in den Herbst verschoben und die Wimbledon Championships abgesagt wurden.

### Tennisbälle
Seit 1983 werden bei den US Open Tennisbälle von Wilson verwendet, jedoch in zwei Versionen – eine härtere in den Herrenwettbewerben („extra duty ball“) und eine etwas weichere Version („regular felt ball“) in den Damenwettbewerben. Nach Protesten mehrerer Teilnehmerinnen hat der Veranstalter USTA entschieden, dass ab 2023 in beiden Wettbewerben die gleichen – härteren – Bälle verwendet werden. Sechs Bälle sind gleichzeitig in Verwendung, die erstmals nach sieben Spielen und dann alle weiteren neun Spiele gegen neue Bälle ausgewechselt werden. Sie haben ein Durchschnittsgewicht von 58,27 g. Die ITF schreibt einen Gewichtsstandard für Tennisbälle im Bereich von 56 bis 59,4 g vor. Insgesamt werden über 70.000 Bälle während des gesamten Turniers verbraucht.

### Security
Seit am 30. April 1993 Monica Seles während ihrer Viertelfinalbegegnung beim Tennisturnier in Hamburg. gegen Magdalena Maleewa von dem psychisch gestörten Günter Parche, einem damals 38-jährigen deutschen Fan ihrer stärksten Kontrahentin Steffi Graf, beim Seitenwechsel mit einem Messer in den Rücken gestochen worden war, stehen beim Seitenwechsel Sicherheitsleute im Rücken der Spieler. Aus Sicherheitsgründen werden alle Besucher am Eingang gescannt. Zahlreiche Gegenstände dürfen nicht ins Stadiongelände mitgebracht werden, auch keine Rucksäcke.

## Plätze

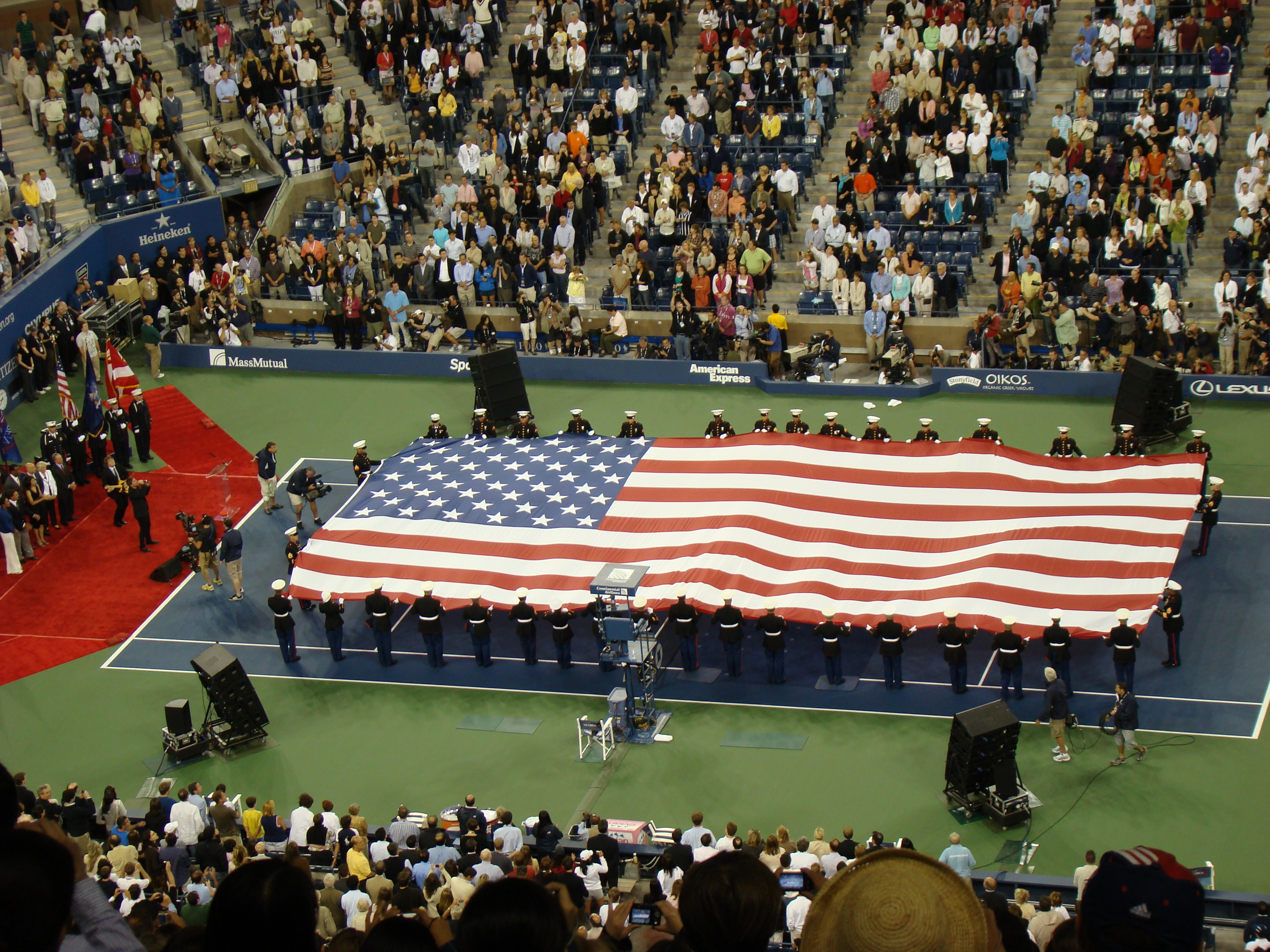
Eröffnungszeremonie bei den US Open 2009

Das USTA Billie Jean King National Tennis Center verfügt über insgesamt 61.413 Sitzplätze in allen Stadien. Das ursprüngliche Stadion wurde 1964 als temporärer Austragungsort für die Weltausstellung errichtet. Die US Open zogen 1978 an diesen Standort um und verwandelten das Stadion in eine Tennisanlage. Zunächst diente das Louis Armstrong Stadium als Center Court, bis man 1997 das Arthur Ashe Stadium erbaute. Dieses nach dem US-amerikanischen Tennisspieler Arthur Ashe benannte Stadion ist mit 23.771 Sitzplätzen das mit Abstand größte Tennisstadion der Welt. Seit 2016 besitzt der Arthur Ashe Court ein verschiebbares Dach, welches bei Regen geschlossen werden kann. Somit kann eine Begegnung bei einsetzendem Regen fortgesetzt werden. Die Schließung des Daches dauert 5:42 Minuten.
Eine Besonderheit des Tennis Centers ist der Fluglärm, da der Flughafen LaGuardia Airport nur vier Kilometer Luftlinie entfernt ist.
Im Zuge von Erweiterungen und Modernisierungen der Tennisanlage wurde das alte Louis Armstrong Stadium nach dem Ende der US Open 2016 abgerissen, um ein neues mit einer Kapazität von 14.061 Zuschauern zu errichten. Das neue Stadion erhielt ebenfalls eine schließbare Dachkonstruktion und wurde 2018 fertiggestellt. Das Schließen des Daches dauert 7:30 Minuten. Musste das Dach wegen Regens geschlossen werden, so wird das Match bei geschlossenem Dach fertig gespielt, unabhängig davon, ob es weiter regnet oder nicht.
Grandstand ist der drittgrößte Platz in der südwestlichen Ecke des Geländes, hat eine Kapazität von 8.125 Sitzplätzen und wurde 2016 eröffnet. Court 17 in der südöstlichen Ecke des Geländes ist das viertgrößte Stadion und verfügt über eine Kapazität von 2.800 Sitzplätzen. Die Courts 4 bis 16 verfügen über eine Gesamtkapazität von 12.656 Plätzen; die größten sind die Courts 11 und 12 mit einer Kapazität von jeweils 1.704 Plätzen. Insgesamt verfügt das Gelände der US Open über 22 Außenplätze, zuzüglich 12 Übungsplätze außerhalb, direkt vor dem East Gate.

### Platzbelag
Seit 1978 wurden die US Open auf dem Hartplatz-Belag DecoTurf ausgetragen. Im März 2020 gab die USTA bekannt, dass das Unternehmen Laykold ab 2020 für mindestens fünf Jahre die – etwas langsameren – Spielfeldbeläge erzeugt. Die Spielfeldoberfläche besteht aus einer Mischung von verschiedenen Materialien, darunter Gummi, Silica und Acrylharz, die über einen Asphalt aufgetragen werden. Die Oberfläche wird mit besonderer Präzision gefertigt, die eine Bildung von Pfützen ausschließt. Sie ist zudem minimal geneigt (ein Zentimeter pro Meter), damit Regenwasser in das Drainagesystem abfließen kann. Es gibt 13 Übungsplätze, die das ganze Jahr über von der Öffentlichkeit genutzt werden. Das Tempo des Belags ist auf diesen Plätzen auf mittel eingestellt. Allerdings wird für die U.S. Open ein mittelschnelles Tempo gefordert, daher müssen diese Geschwindigkeiten des Belags für das Turnier angepasst werden, was etwa fünf Wochen benötigt.

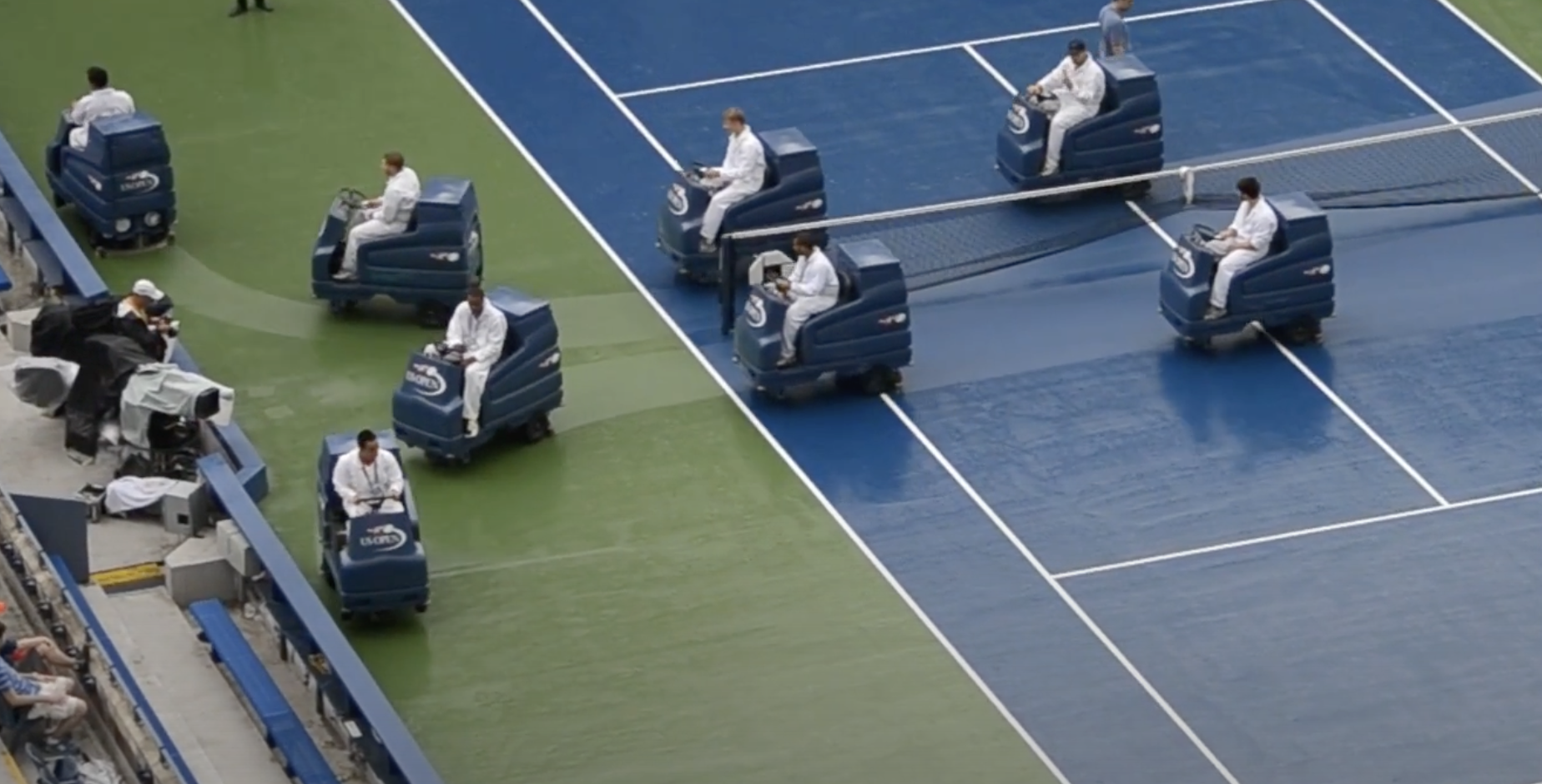
Slambonis beim Trocknen des Tenniscourts nach einem Regenschauer

Seit 2005 sind alle Tennisplätze der US Open und der US Open Series innerhalb der Linien mit einem Blauton namens „Pantone-Blau 2965 U“ (Markenzeichen „US Open Blue“) gestrichen, damit Spieler, Zuschauer und Fernsehzuschauer den Ball besser sehen können. Der Bereich außerhalb der Linien ist weiterhin mit „Pantone 357 U“, dem „US Open Green“ gestrichen. Alle Plätze verfügen über Flutlicht.

### Slambonis
Um nach Regengüssen das Spielgeschehen auf den nicht überdachten Plätzen möglichst bald fortsetzen zu können, werden seit 2005 Trocknungsmaschinen, „Slambonis“ genannt, (einer Wortschöpfung aus Grand Slam und Zamboni, als Eisbearbeitungsmaschine bekannt), eingesetzt. Sie ähneln einem Aufsitzrasenmäher. Die batteriebetriebenen Fahrzeuge saugen mittels Schwamm und Vakuumpumpen das Wasser auf. Hierfür werden bis zu acht Slambonis gleichzeitig auf einem Spielfeld eingesetzt. Jeder kann bis zu 113 Liter Wasser aufnehmen. Insgesamt verfügt das Billie Jean King National Tennis Center über 38 Slambonis. Sie sind so konstruiert, dass der empfindliche Belag des Tennisplatzes nicht beschädigt wird. Lediglich die weißen Linien werden zusätzlich durch die Balljungen und -mädchen mit Handtüchern von Hand getrocknet. Die blaue und grüne Farbe enthält feine Sandkörner, damit der Belag nicht rutschig wird. Die weiße Acrylfarbe der Linien enthält keine Sandkörner, weil diese die weiße Farbe beeinträchtigen würden. Dafür sind die Linien rutschiger, insbesondere, wenn sie feucht sind. Die Bespielbarkeit eines Platzes wird durch das Testen der Rutschfestigkeit der weißen Linien festgestellt.

### Hawk-Eye

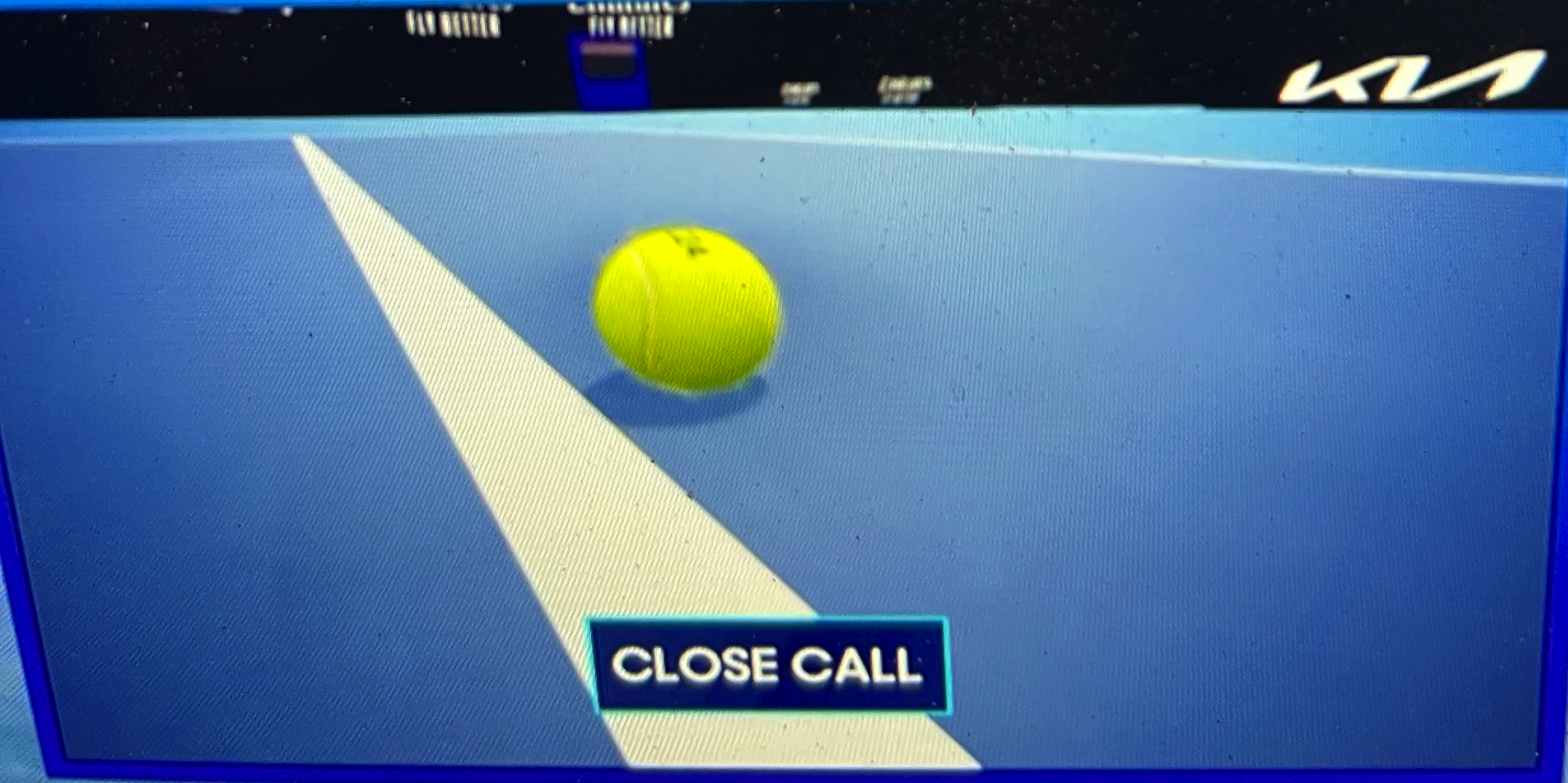
Hawk-Eye: Einblendung einer knappen Entscheidung

Im Jahr 2006 führten die US Open mithilfe des Hawk-Eye-Computersystems eine sofortige Überprüfungen von Linienbällen ein. Es ist ein computergestütztes System einer Tochtergesellschaft von Sony zur Ballverfolgung. Es war das erste Grand-Slam-Turnier, bei dem dieses System zum Einsatz kam. Ab 2018 sind alle Wettkampfplätze mit Hawk-Eyes ausgestattet. Jedem Spieler sind drei Überprüfungen pro Satz erlaubt, zusätzlich eine im Tiebreak. Seit 2021 werden alle Linienbälle damit elektronisch geschiedst. Die Anzahl der Schiedsrichter konnte dadurch von 400 auf 130 reduziert werden. Jeder Platz ist mit 18 Kameras bestückt, zwölf Kameras, die von einer erhöhten Position alle Linien überwachen und sechs Kameras, um eventuelle Fußfehler beim Aufschlag zu erkennen. Die Videoaufzeichnungen der Kameras werden dann trianguliert und kombiniert, um eine dreidimensionale Darstellung der Flugbahn des Balls zu erstellen. Dabei wird bei Bällen, die außerhalb der vorgegebenen Linien landen, ein „Aus“-Ruf durch einen Lautsprecher wiedergegeben, der einen „Aus“-Ton eines menschlichen Linienrichters emuliert. Ebenso werden strittige (close call) Bälle auf eine Leinwand in einer 3D-Animation projiziert. Der jeweilige Spielstand wird ebenfalls durch das Hawk-Eye-Computersystem automatisch auf die Anzeigetafel übertragen. Der Stuhlschiedsrichter gibt jedoch den jeweiligen Spielstand über die Lautsprecher bekannt. Sollte das Hawk-Eye ausfallen – was bisher nicht vorgekommen ist – steht ein Team von Linienrichtern bereit, um einzuspringen.
Zusätzlich zum Hawk-Eye wird seit 2023 in einem Grand-Slam-Turnier ein Videobeweis eingeführt. Er dient dazu, umstrittene Entscheidungen zu überprüfen, etwa ob ein Ball zwei Mal aufgesprungen ist oder ob der Spieler das Netz berührt hat oder der Ball seinen Körper getroffen hat. Spieler können drei Überprüfungen pro Satz und eine zusätzliche im Tiebreak beantragen. Das System ist im Arthur Ashe Stadium, Louis Armstrong Stadium, im Grandstand, auf Court 17 und auf Court 5 verfügbar.
Spieler können sowohl auf den fünf großen Außenübungsplätzen neben dem Spielerbereich in der Nähe von Ashe, als auch in der Indoor-Anlage vor Ort, auf den 12 Außenplätzen im nahegelegenen Park oder auf den fünf Plätzen auf Randall’s Island trainieren.
Für den Transport der Spieler und Funktionäre stellt Cadillac 169 Fahrzeuge zur Verfügung.

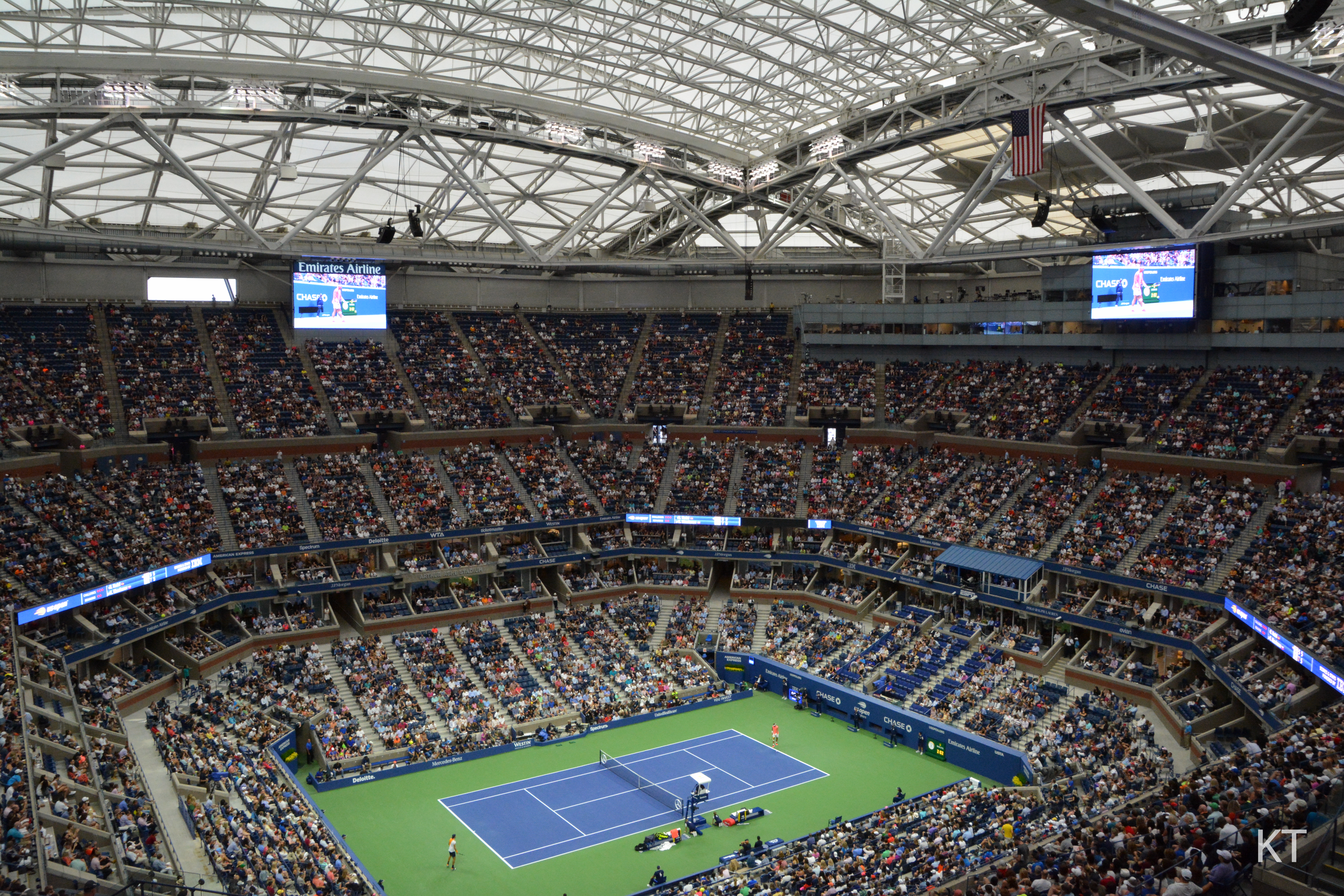
Der weltgrößte Center Court, das Arthur Ashe Stadium mit 23.771 Plätzen
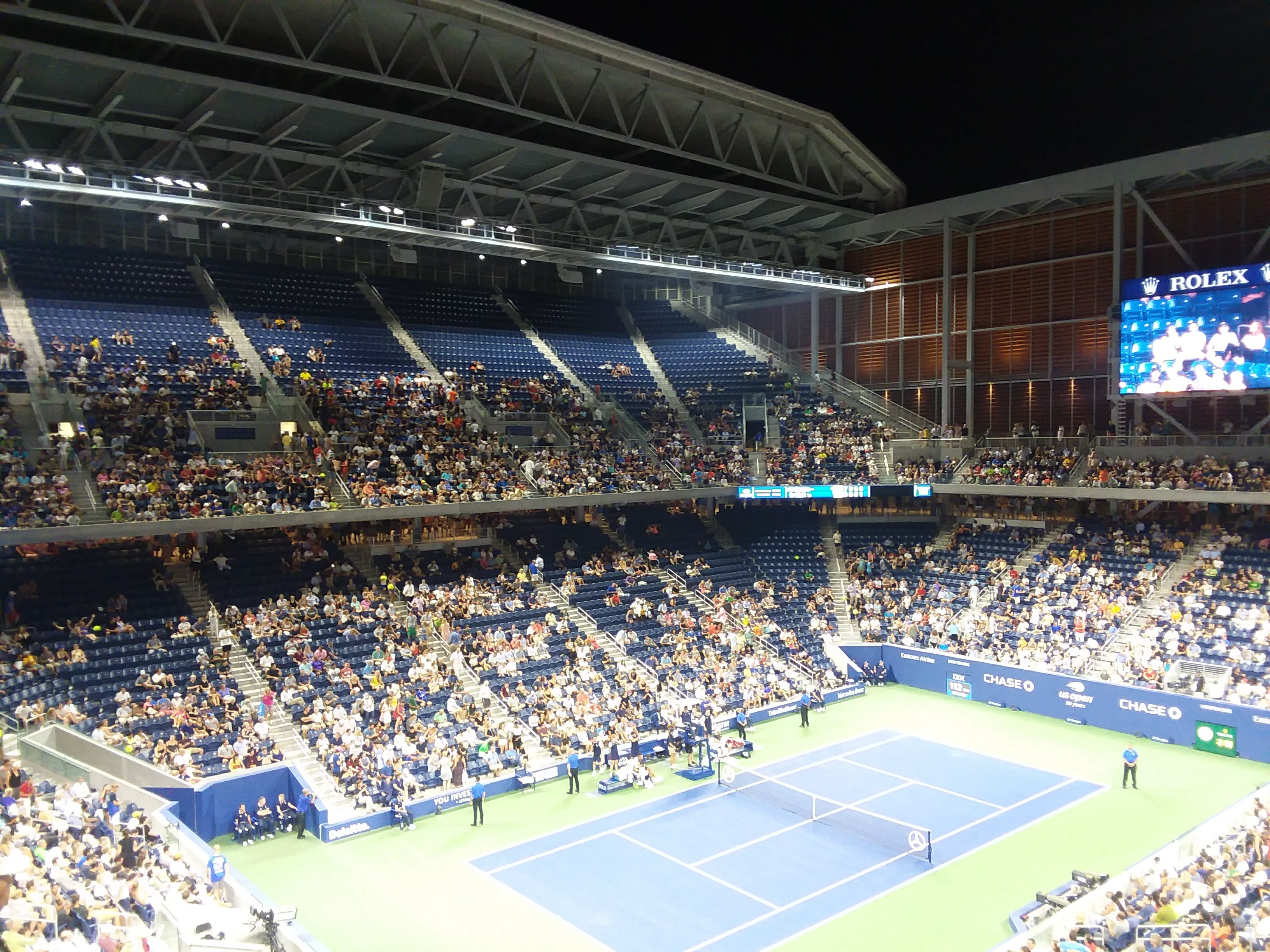
Das Louis Armstrong Stadium, das zweitgrößte Stadion der Anlage, 14.061 Plätze
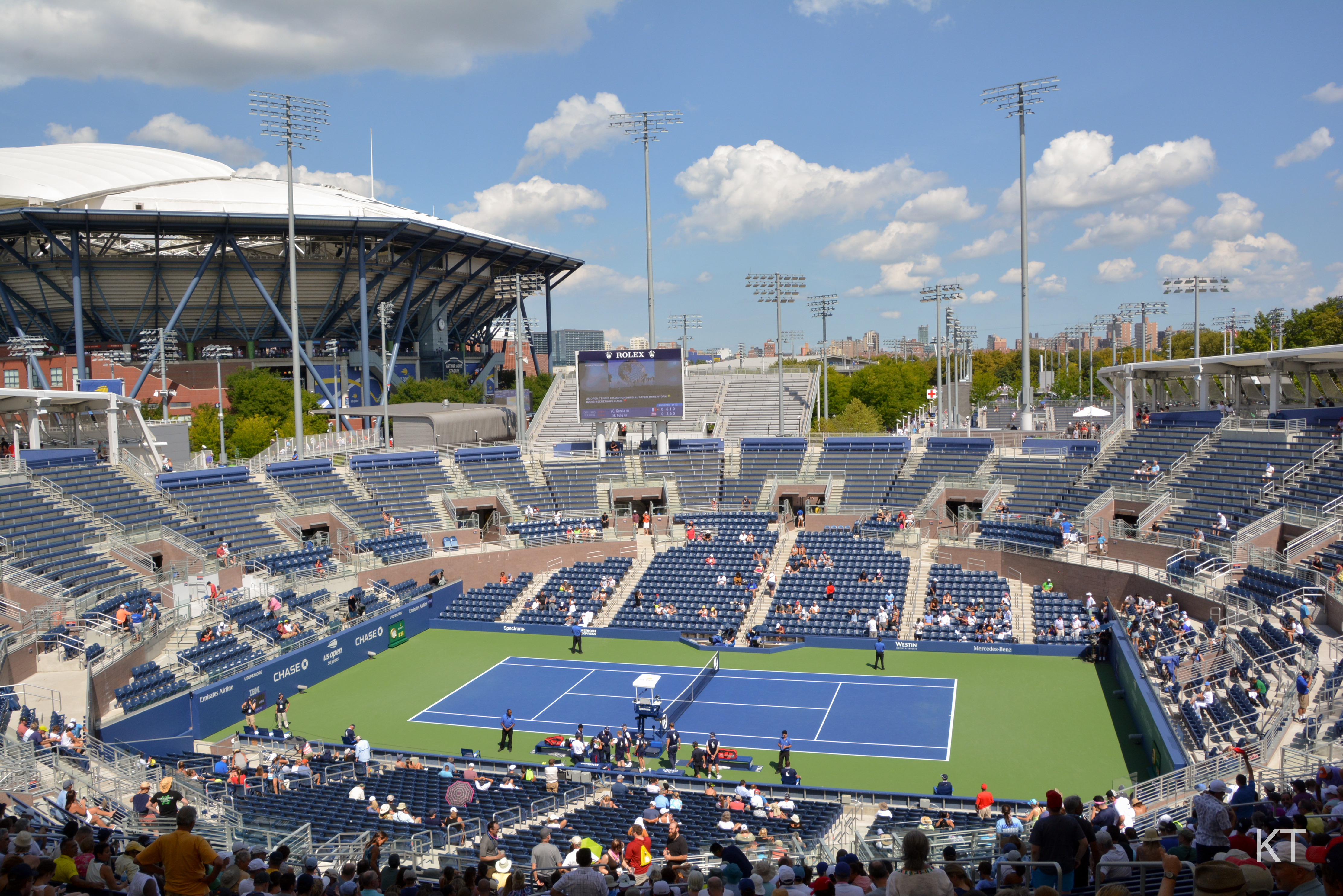
Der 2016 eröffnete Grandstand, das mit 8.125 Plätzen drittgrößte Stadion
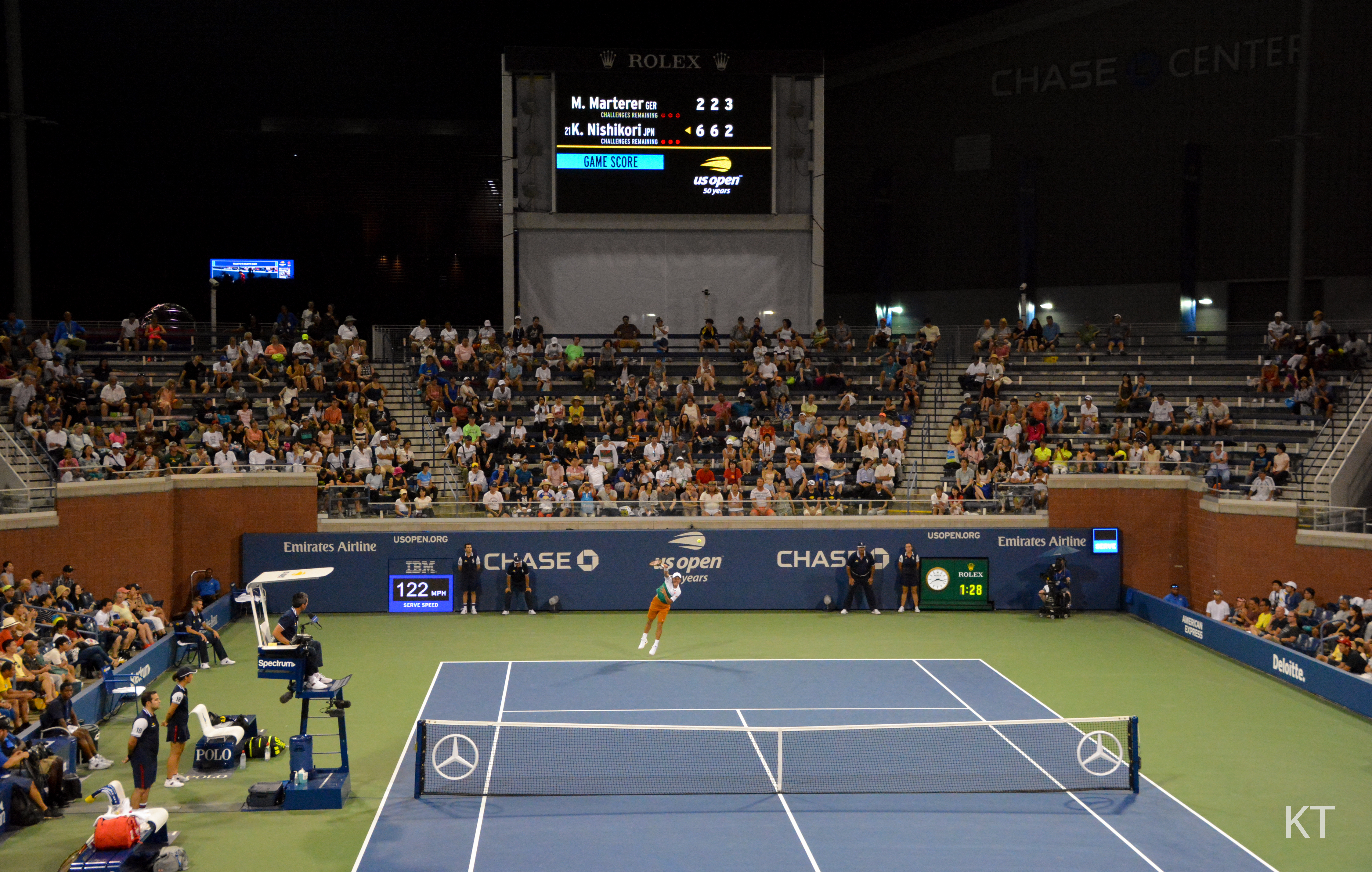
Court 17, das viertgrößte Stadion mit 2800 Plätzen
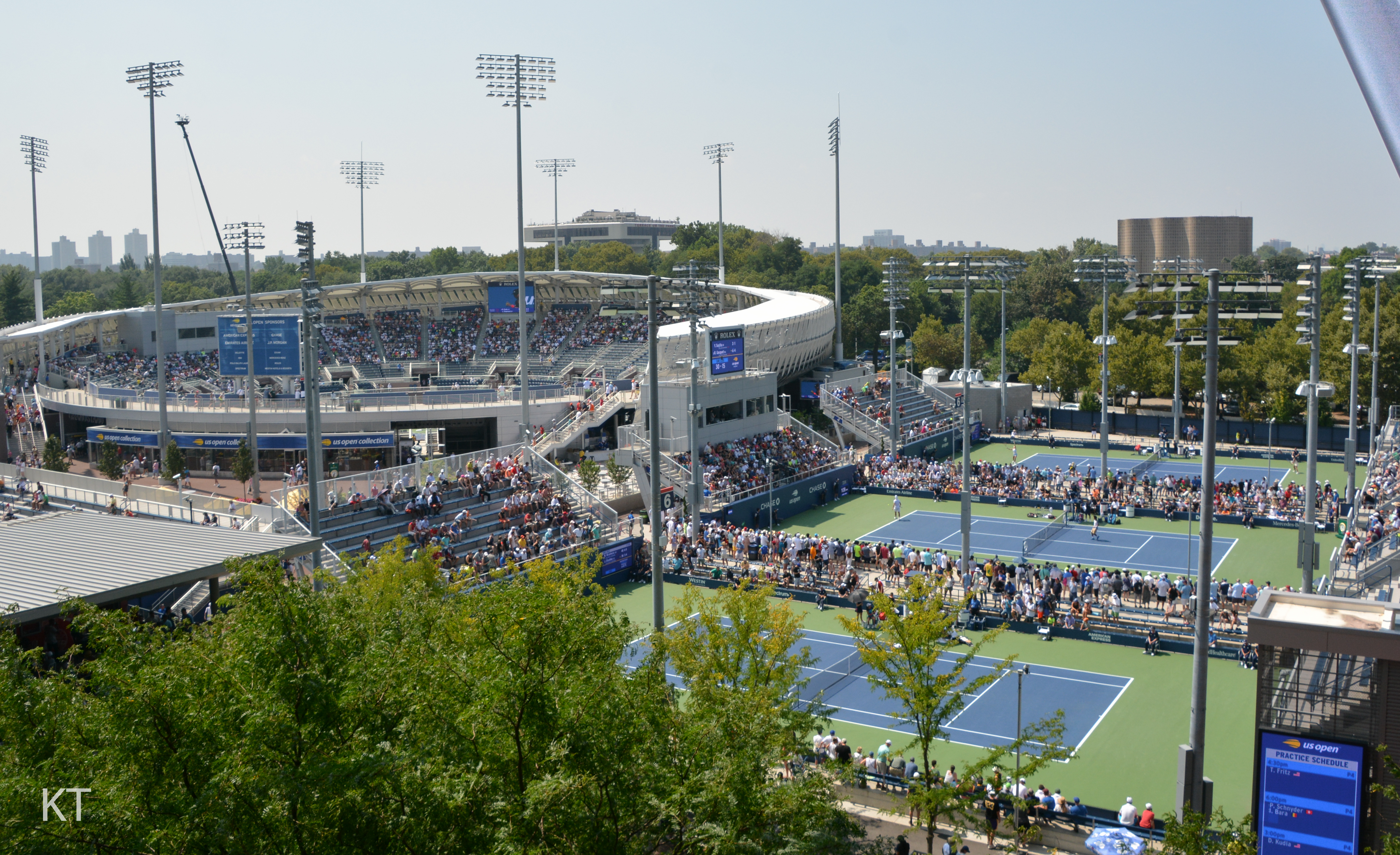
Grandstand mit den Plätzen 4, 5 und 6
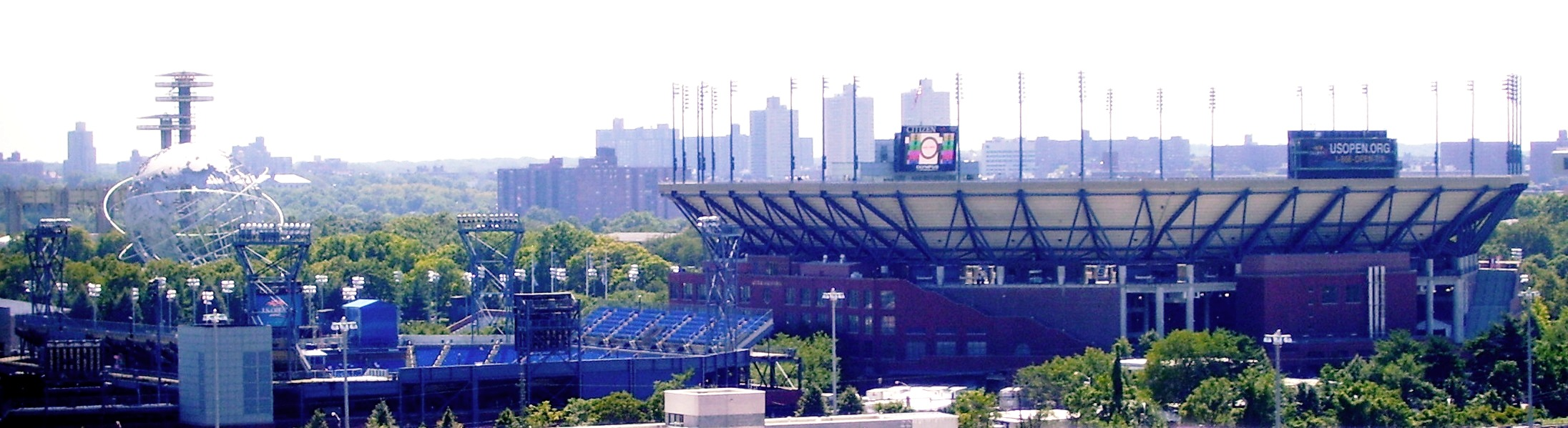
Das USTA National Tennis Center vom Citi Field aus betrachtet; rechts das Arthur Ashe Stadium, links das Louis Armstrong Stadium, 2010.
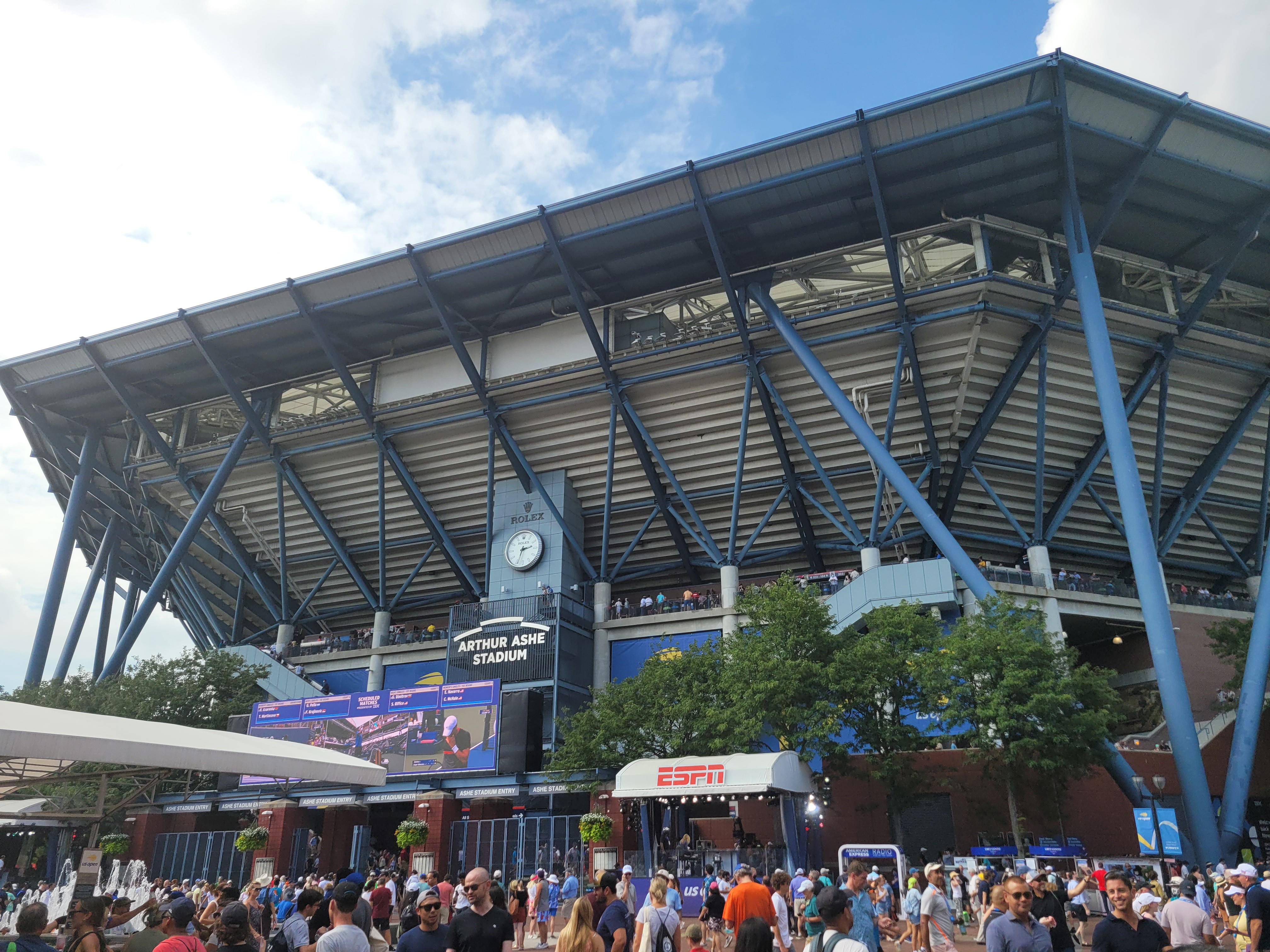
Außenansicht des Arthur Ashe Stadions
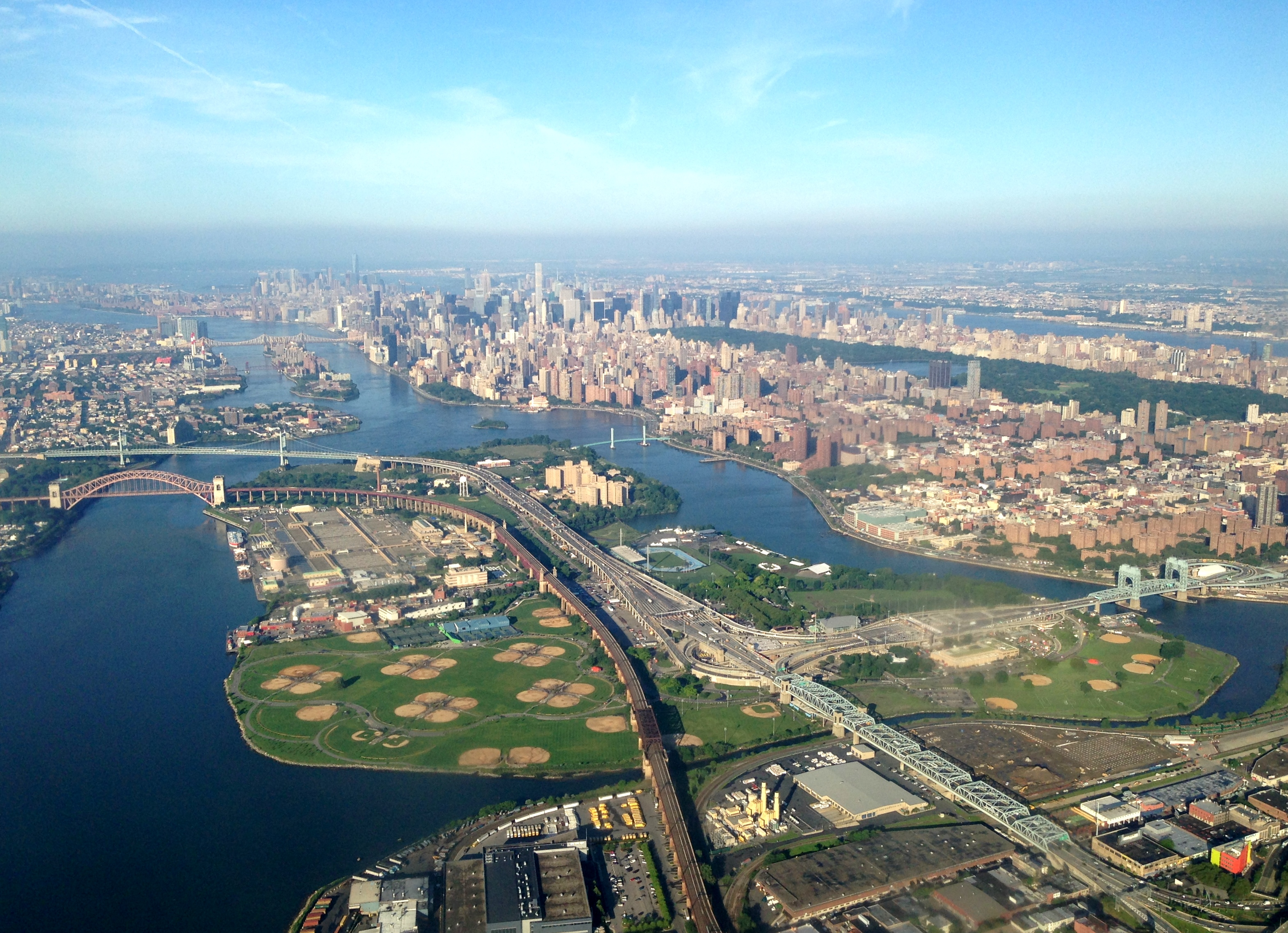
Randalls Island mit Tennisplätzen

### Geplante Modernisierung
In den Jahren 2025 bis 2027 wird die Anlage und das Arthur Ashe Stadion für 800 Millionen US-Dollar in drei Stufen modernisiert Im ersten Teil der Sanierung wurde das neue Spieler-Leistungszentrum erbaut, das durch eine Skybridge mit Ashe verbunden ist. Die beiden oberen Stockwerke sind den 2.800 Spielern und ihren Gästen vorbehalten, die das Queens-Gelände in den drei Wochen besuchen. Hier finden sie erweiterte Fitness- und Aufwärmbereiche im Innen- und Außenbereich, neu gestaltete und erweiterte Umkleideräume, Lounges, einen neuen Aufwärmbereich, der mit dem Orginalbelag versehen wurde, sowie eigene Café- und Speisebereiche.

## Disziplinen

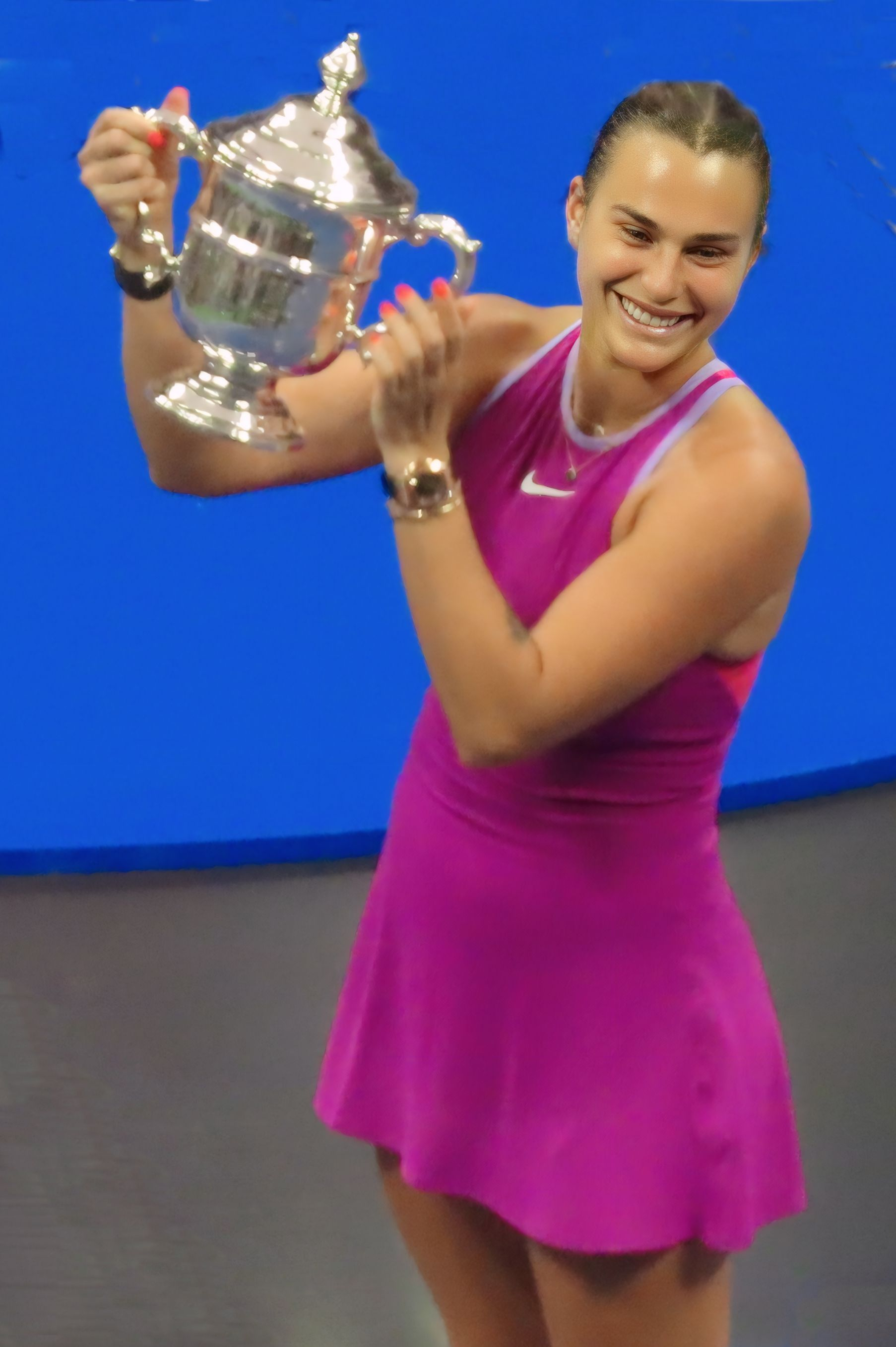
Aryna Sabalenka mit der Siegertrophäe bei den US Open 2024

Im Vordergrund der US Open stehen die Einzelwettbewerbe. Insgesamt werden folgende Turniere ausgespielt (siehe auch US Open 2024 und alle weiteren Unterseiten für frühere Jahre mit alle Ergebnisse):
- Herreneinzel
- Dameneinzel
- Herrendoppel
- Damendoppel
- Mixed
- Junioreneinzel
- Juniorinneneinzel
- Juniorendoppel
- Juniorinnendoppel
- Junioreneinzel-Rollstuhl
- Juniorinneneinzel-Rollstuhl
- Herreneinzel-Rollstuhl (nicht 2024)
- Dameneinzel-Rollstuhl (nicht 2024)
- Herrendoppel-Rollstuhl (nicht 2024)
- Damendoppel-Rollstuhl (nicht 2024)
- Quadeinzel (nicht 2024)
- Quaddoppel (nicht 2024)

### Rollstuhlwettbewerbe
Auf Grund terminlicher Überschneidungen mit den Paralympischen Sommerspielen 2024 im Rollstuhltennis fanden keine Rollstuhlwettbewerbe der Herren und Damen bei den US Open 2024 statt. Die von Deloitte präsentierten US Open Junioren- und Juniorinnen-Rollstuhltennis-Wettbewerbe, die nicht an den Paralympischen Sommerspielen teilnahmen, begannen hingegen in der zweiten Turnierwoche, das Hauptfeld begann am 4. September 2024.
2025 finden die Rollstuhlwettbewrebe zum zwanzigsten Mal bei den US Open statt.

### Einzelwettbewerbe
In den Herren-Wettbewerben wird auf drei Gewinnsätze („best of five“), in den Damen-Wettbewrben auf zwei Gewinnsätze („best of three“) gespielt. Bei Gleichstand 6:6 in einem Satz wird ein Tie-Break bis 7 gespielt. Im März 2022 einigten sich alle vier Grand-Slam-Turniere darauf, im Entscheidungssatz ein Match-Tie-Break einzuführen, das bis 10 gespielt wird, jeweils mit einem Vorsprung von zwei Punkten als Voraussetzung für den Gewinn. Insbesondere zwei sehr lange Matches in Wimbledon waren der Anstoß für die Einführung des Match-Tie-Breaks in den Grand-Slam-Turnieren. 2010 ging die Partie von John Isner gegen den Franzosen Nicolas Mahut über drei Tage, dauerte elf Stunden und fünf Minuten. Isner gewann im fünften Satz 70:68. Eine Gedenktafel an der Wand vor Court 18, wo das Spiel stattfand, erinnert noch heute an diesen Wettkampf. Im Jahre 2018 unterlag Isner mit 24:26 gegen Kevin Anderson im fünften Satz des Halbfinales.

### Mixed
Im Mixed wurde ab 2025 das Teilnehmerfeld von 32 auf 16 Teams reduziert. Acht Teams erhalten aufgrund ihrer kombinierten Einzelplatzierung einen Direkteinstieg, acht Teams erhalten eine Wildcard. Ebenfalls geändert wird die Dauer der Matches, ein Satz wird lediglich bis vier gespielt – bei einem 4:4 kommt es zum Tie-Break, bei Satzgleichstand zum Match-Tie-Break. Es gilt die No-Ad-Regel. Ausnahme ist das Finale, wo herkömmliche Sätze gespielt werden.

## Siegertabellen

### Sieger im Herreneinzel seit 2000
| Jahr | Sieger                | Finalist              | Ergebnis                  |
| 2000 | Marat Safin           | Pete Sampras          | 6:4, 6:3, 6:3             |
| 2001 | Lleyton Hewitt        | Pete Sampras          | 7:64, 6:1, 6:1            |
| 2002 | Pete Sampras          | Andre Agassi          | 6:3, 6:4, 5:7, 6:4        |
| 2003 | Andy Roddick          | Juan Carlos Ferrero   | 6:3, 7:62, 6:3            |
| 2004 | Roger Federer         | Lleyton Hewitt        | 6:0, 7:63, 6:0            |
| 2005 | Roger Federer         | Andre Agassi          | 6:3, 2:6, 7:61, 6:1       |
| 2006 | Roger Federer         | Andy Roddick          | 6:2, 4:6, 7:5, 6:1        |
| 2007 | Roger Federer         | Novak Đoković         | 7:6(4), 7:62, 6:4         |
| 2008 | Roger Federer         | Andy Murray           | 6:2, 7:5, 6:2             |
| 2009 | Juan Martín del Potro | Roger Federer         | 3:6, 7:65, 4:6, 7:64, 6:2 |
| 2010 | Rafael Nadal          | Novak Đoković         | 6:4, 5:7, 6:4, 6:2        |
| 2011 | Novak Đoković         | Rafael Nadal          | 6:2, 6:4, 6:73, 6:1       |
| 2012 | Andy Murray           | Novak Đoković         | 7:610, 7:5, 2:6, 3:6, 6:2 |
| 2013 | Rafael Nadal          | Novak Đoković         | 6:2, 3:6, 6:4, 6:1        |
| 2014 | Marin Čilić           | Kei Nishikori         | 6:3, 6:3, 6:3             |
| 2015 | Novak Đoković         | Roger Federer         | 6:4, 5:7, 6:4, 6:4        |
| 2016 | Stan Wawrinka         | Novak Đoković         | 6:71, 6:4, 7:5, 6:3       |
| 2017 | Rafael Nadal          | Kevin Anderson        | 6:3, 6:3, 6:4             |
| 2018 | Novak Đoković         | Juan Martin del Potro | 6:3, 7:64, 6:3            |
| 2019 | Rafael Nadal          | Daniil Medvedev       | 7:5, 6:3, 5:7, 4:6, 6:4   |
| 2020 | Dominic Thiem         | Alexander Zverev      | 2:6, 4:6, 6:4, 6:3, 7:66  |
| 2021 | Daniil Medvedev       | Novak Đoković         | 6:4, 6:4. 6:4             |
| 2022 | Carlos Alcaraz        | Casper Ruud           | 6:4, 2:6, 7:61, 6:3       |
| 2023 | Novak Đoković         | Daniil Medvedev       | 6:3, 7:65, 6:3            |
| 2024 | Jannik Sinner         | Taylor Fritz          | 6:3, 6:4, 7:5             |

- Liste der US-Open-Sieger (Herreneinzel) seit 1881

### Siegerinnen im Dameneinzel seit 2000
| Jahr | Siegerin            | Finalistin          | Ergebnis       |
| 2000 | Venus Williams      | Lindsay Davenport   | 6:4, 7:5       |
| 2001 | Venus Williams      | Serena Williams     | 6:2, 6:4       |
| 2002 | Serena Williams     | Venus Williams      | 6:4, 6:3       |
| 2003 | Justine Henin       | Kim Clijsters       | 7:5, 6:1       |
| 2004 | Svetlana Kuznetsova | Jelena Dementjewa   | 6:3, 7:5       |
| 2005 | Kim Clijsters       | Mary Pierce         | 6:3, 6:1       |
| 2006 | Marija Scharapowa   | Justine Henin       | 6:4, 6:4       |
| 2007 | Justine Henin       | Svetlana Kuznetsova | 6:1, 6:3       |
| 2008 | Serena Williams     | Jelena Jankovic     | 6:4, 7:5       |
| 2009 | Kim Clijsters       | Caroline Wozniacki  | 7:5, 6:3       |
| 2010 | Kim Clijsters       | Vera Zvonareva      | 6:2, 6:1       |
| 2011 | Samantha Stosur     | Serena Williams     | 6:2, 6:3       |
| 2012 | Serena Williams     | Wiktoryja Asaranka  | 6:2, 2:6, 7:5  |
| 2013 | Serena Williams     | Victoria Azarenka   | 7:5, 6:76, 6:1 |
| 2014 | Serena Williams     | Caroline Wozniacki  | 6:3, 6:3       |
| 2015 | Flavia Pennetta     | Roberta Vinci       | 7:64, 6:2      |
| 2016 | Angelique Kerber    | Karolína Plíšková   | 6:3, 4:6, 6:4  |
| 2017 | Sloane Stephens     | Madison Keys        | 6:3, 6:0       |
| 2018 | Naomi Ōsaka         | Serena Williams     | 6:2, 6:4       |
| 2019 | Bianca Andreescu    | Serena Williams     | 6:3, 7:5       |
| 2020 | Naomi Osaka         | Victoria Azarenka   | 1:6, 6:3, 6:3  |
| 2021 | Emma Raducanu       | Leylah Fernandez    | 6:4, 6:3       |
| 2022 | Iga Świątek         | Ons Jabeur          | 6:2, 7:65      |
| 2023 | Coco Gauff          | Aryna Sabalenka     | 2:6, 6:3, 6:2  |
| 2024 | Aryna Sabalenka     | Jessica Pegula      | 7:5, 7:5       |

- Liste der US-Open-Sieger (Dameneinzel) seit 1887

### Sieger aus dem deutschsprachigen Raum
Acht Deutsche, vier Schweizer, drei Österreicher und ein Italiener aus Südtirol konnten die US Open bisher gewinnen:
| Sieger                            | Wettbewerb                    | Anzahl Siege | Jahre |
| --------------------------------- | ----------------------------- | ------------ | --- |
| Boris Becker                      | Herreneinzel                  | 1            | 1989 |
| Steffi Graf                       | Dameneinzel                   | 5            | 1988, 1989, 1993, 1995, 1996                                                                                                 |
| Angelique Kerber                  | Dameneinzel                   | 1            | 2016 |
| Henner Henkel Gottfried von Cramm | Herrendoppel                  | 1            | 1937 |
| Philipp Petzschner                | Herrendoppel                  | 1            | 2011 (mit Jürgen Melzer) |
| Claudia Kohde-Kilsch              | Damendoppel                   | 1            | 1985 (mit Helena Suková) |
| Laura Siegemund                   | Mixed Damendoppel             | 1            | 2016 (mit Mate Pavić) 2020 (mit Wera Swonarjowa)                                                                             |
| Roger Federer                     | Herreneinzel                  | 5            | 2004–2008 |
| Stan Wawrinka                     | Herreneinzel                  | 1            | 2016 |
| Martina Hingis                    | Dameneinzel Damendoppel Mixed | 1 3 2        | 1997 1998 (mit Jana Novotná) 2015 (mit Sania Mirza) 2017 (mit Chan Yung-jan) 2015 (mit Leander Paes) 2017 (mit Jamie Murray) |
| Heinz Günthardt                   | Mixed                         | 1            | 1985 (mit Martina Navratilova)                                                                                               |
| Dominic Thiem                     | Herreneinzel                  | 1            | 2020 |
| Julian Knowle                     | Herrendoppel                  | 1            | 2007 (mit Simon Aspelin) |
| Jürgen Melzer                     | Herrendoppel                  | 1            | 2011 (mit Philipp Petzschner)                                                                                                |
| Jannik Sinner                     | Herreneinzel                  | 1            | 2024 |

Graf erreichte noch drei, Hingis zwei weitere Male das Einzelfinale. Bei den Herren gelang dies Roger Federer zweimal, sowie Gottfried von Cramm, Michael Stich und Alexander Zverev jeweils einmal. In den Doppelkonkurrenzen unterlagen zudem Edda Buding, Martina Hingis, Heinz Günthardt und Alexander Peya im Finale.

## Rekorde
- Herren:

Vor der Open Era waren drei Herren – Richard Sears (1880er), William Larned (1910er) und Bill Tilden (1920er) – mit jeweils sieben Siegen am erfolgreichsten; sie sind damit Rekordsieger des Turniers, wobei Sears seine sieben Titel in Folge gewann. Dies war allerdings auch dem Modus geschuldet, denn bis 1911 war der Titelverteidiger automatisch für das Finale qualifiziert. Seit 1968 waren Jimmy Connors, Pete Sampras und Roger Federer mit fünf Siegen am erfolgreichsten, Federer gewann seine fünf Titel sogar in Folge. Connors gelang das Kunststück, die US Open als einziger Spieler auf drei verschiedenen Belägen zu gewinnen. Novak Đoković wurde mit 36 Jahren der älteste Sieger bei den US Open 2023.
Im Doppel sind Richard Sears, James Dwight und Holcombe Ward mit sechs Titeln Rekordsieger, in der Open Era waren die Zwillinge Bob und Mike Bryan mit fünf Titeln am erfolgreichsten. Todd Woodbridge und Mark Woodforde sind das einzige Doppel, das seit 1968 einen Doppeltitel verteidigen konnte.
- Damen:

Die US-Amerikanerin Molla Mallory ist mit ihren acht Titeln, die sie in den Jahren 1915 bis 1926 gewann, Rekordsiegerin; nach 1968 waren Chris Evert und Serena Williams mit je sechs US-Open-Titeln die erfolgreichsten Einzelspielerinnen. Mallory und Evert gelang es zudem, vier Titel in Folge zu gewinnen, was ebenfalls Rekord ist.
In den 1940er und 1950er Jahren gewann Margaret Osborne duPont insgesamt 13-mal den Doppelwettbewerb der Damen, sie ist damit Rekordsiegerin; sie hält mit 10 Siegen auch den Rekord der meisten Doppeltitel in Folge. In der Open Era war Martina Navrátilová am erfolgreichsten, von Ende der 1970er bis Anfang der 1990er Jahre gewann sie 9 Doppeltitel. Den Open-Era-Rekord für die meisten Doppeltitel in Folge halten Virginia Ruano Pascual und Paola Suárez, die von 2002 bis 2004 dreimal hintereinander die Doppelkonkurrenz gewinnen konnten.
Mit 14 Jahren und 8 Tagen ist Mary Joe Fernández die jüngste Spielerin, die ein Spiel gewonnen hat, 1985 gegen Sara Gomer mit 6:1 und 6:4.
- Mixed:

Mit acht Mixed-Titeln sind Margaret Osborne duPont und Margaret Smith Court Rekordsieger, Court hält gemeinsam mit Martina Navratilová und Billie Jean King auch den Open-Era-Rekord von drei Titeln. Bei den Herren waren vor 1968 Bill Tilden und Bill Talbert mit vier Mixed-Siegen am erfolgreichsten, seit Beginn der Open Era halten Todd Woodbridge und Bob Bryan mit je drei Titeln den Rekord.
- Triple Crown

Die Triple Crown im Tennis ist der Gewinn des Einzels, des Doppels und des Mixed bei einem Grand-Slam-Turnier im selben Jahr. Dies gelang  in der Open Era als Einziger bei den US Open Martina Navratilova bei den US Open 1987.
- Schnellste Aufschläger
  - Herren
    - Oscar Otte, 2021, 243,0 km/h (151,0 mph)
    - Ben Shelton, 2023, 239,8 km/h (149,0 mph)
    - Taylor Fritz, 2020, 236,6 km/h (147,0 mph)

Ben Shelton war der Aufschläger mit der bisher höchsten Durchschnittsgeschwindigkeit beim ersten Aufschlag von 202,8 km/h (126 mph) – erreicht bei den US Open 2023 im Achtelfinale über vier Sätze gegen Tommy Paul.
(Als schnellster Aufschläger aller Zeiten wird John Isner mit 253 km/h (157,2 mph) beim Davis Cup 2016 geführt.)
- - Damen
    - Venus Williams, 2007, 207,6 km/h (129,0 mph)
    - Alycia Parks, 2021, 207,6 km/h (129,0 mph)
    - Coco Gauff, 2022, 206 km/h (128,0 mph)

(Als schnellste Aufschlägerin wird Sabine Lisicki mit 210,8 km/h (131,0 mph) in Bank of the West Classic 2014 geführt.)
- Längstes Match

Das längste Match wurde in der 1. Runde der US Open 2024 gespielt und dauerte 5 Stunden 35 Minuten zwischen Daniel Evans und Karen Chatschanow, das mit 68:7, 7:62, 7:64, 4:6, 6:4 endete.
- - Bisherige längste Matches:
    - Dauer: 5:26 - Stefan Edberg gegen Michael Chang (Semifinale, 1992): 63:7, 7:5, 7:63, 5:7, 6:4
    - Dauer: 5:15 - Carlos Alcaraz gegen Jannik Sinner (Viertelfinale, 2022): 6:3, 67:7, 60:7, 7:5, 6:3
    - Dauer: 5:09 - Sargis Sargsian gegen Nicolás Massú (Runde 2, 2004): 6:7, 6:4, 3:6, 7:6, 6:4

(Die längste Begegnung der Tennis-Geschichte war eine Erstrundenbegegnung beim Grand-Slam-Turnier in Wimbledon 2010 zwischen John Isner und Nicolas Mahut (6:4, 3:6, 67:7, 7:63 und 70:68) mit einer Länge von insgesamt 11 Stunden und 5 Minuten reiner Spielzeit. Das Match zog sich über drei Tage hin.)
- Triple Bagel

Als einzigem Spieler bei den US Open gelang bisher Ivan Lendl 1987 ein Triple Bagel im Best-of five-Erstrundenmatch gegen den Südafrikaner Barry Moir, den er 6:0, 6:0, 6:0 besiegte. Ein zu Null gewonnener Satz wird englisch als Bagel bezeichnet.

## Preisgelder
Bei der ersten US-Open-Ausgabe in der Open Era im Jahr 1968 wurden 26.150 US-Dollar Preisgeld an die Tennisprofis verteilt – 20 Jahre später waren es bereits 2.612.126 US-Dollar. Im Jahr 2000 wurden mit 15,011 Millionen Dollar erstmals mehr als zehn Millionen US-Dollar ausgeschüttet. 2017 wurden erstmals über 50 Millionen Dollar an Preisgeld bei den US Open ausgeschüttet. Damit hielt das Turnier den Rekord mit 50,4 Millionen Dollar und war damit das Tennisturnier mit den höchsten Preisgeldern vor den drei anderen Grand-Slam-Turnieren. Alleine die Sieger beim Einzelwettbewerb der Damen und der Herren erhielten 2019 jeweils 3,85 Millionen Dollar Siegprämie. In den Folgejahren sanken die Siegerprämien 2020 auf 3 Millionen Dollar, 2021 auf 2,5 Millionen Dollar und stiegen ab 2022 wieder auf 2,6 Millionen Dollar, um 2023 3 Millionen Dollar zu erreichen, den Stand von 2014.
2018 wurde das Gesamtpreisgeld auf 53 Millionen erhöht. Insgesamt ist das Preisgeld von 2013 bis 2018 um 57 % gestiegen. 2019 betrug die Preisgeldausschüttung insgesamt 57,24 Millionen Dollar, womit sich das Gesamtpreisgeld bei den US Open seit 2011 mehr als verdoppelt hatte. 2022 betrug der Gesamtumsatz, den die USTA durch die US Open erzielte, 472 Millionen US-$. Damit wurden 12,7 % des Umsatzes in Höhe von 60.102.000 $ an die Spieler ausgeschüttet. 2023 wurde insgesamt rund 65 Millionen US-Dollar an die Profis ausgeschüttet. 2024 wurde mit 75 Millionen US-Dollar ein neuer Höchststand bei den Preisgeldern erreicht. 2025 wurde der Betrag mit 85 Millionen US-Dollar übertroffen. Hinzu kommen Unterstützungsgelder für die Flug- und Hotelkosten aller Spieler in Höhe von insgesamt 5 Millionen US-Dollar. 

### Steuern
Wenn ein Tennisspieler seinen Wohnsitz in den Vereinigten Staaten hat, muss er auf Preisgelder, die er im Land und außerhalb der Vereinigten Staaten verdient, Bundeseinkommenssteuer zahlen. Sie müssen zusätzlich staatliche Einkommenssteuer zahlen, wenn sie in einem steuerpflichtigen Staat leben. Abhängig vom Wohnsitzstaat können bis zu 13 % anfallen. Die Gesamtsteuerschuld könnte jedoch höher sein und möglicherweise bis zu 37 % betragen, was der höchste Bundessteuersatz ist. Viele Profisportler entscheiden sich dafür, in US-Bundesstaaten zu leben, die keine staatliche Einkommenssteuer erheben (z. B. Texas, Florida, Nevada), um Steuern zu sparen. Tennisspieler, die keinen Wohnsitz in den USA haben, zahlen US-Einkommenssteuer nur auf in den USA verdiente Preisgelder.

### Preisgeldentwicklung Einzel
| Preisgeldentwicklung US Open – Dameneinzel, Herreneinzel | Preisgeldentwicklung US Open – Dameneinzel, Herreneinzel | Preisgeldentwicklung US Open – Dameneinzel, Herreneinzel | Preisgeldentwicklung US Open – Dameneinzel, Herreneinzel | Preisgeldentwicklung US Open – Dameneinzel, Herreneinzel | Preisgeldentwicklung US Open – Dameneinzel, Herreneinzel | Preisgeldentwicklung US Open – Dameneinzel, Herreneinzel | Preisgeldentwicklung US Open – Dameneinzel, Herreneinzel | Preisgeldentwicklung US Open – Dameneinzel, Herreneinzel |
| Jahr                                                     | Sieg                                                     | Finale                                                   | Halbfinale                                               | Viertelfinale                                            | Achtelfinale                                             | 3. Runde                                                 | 2. Runde                                                 | 1. Runde                                                 |
| -------------------------------------------------------- | -------------------------------------------------------- | -------------------------------------------------------- | -------------------------------------------------------- | -------------------------------------------------------- | -------------------------------------------------------- | -------------------------------------------------------- | -------------------------------------------------------- | -------------------------------------------------------- |
| 2010                                                     | 1.700.000 $                                              | 0850.000 $                                               | 0400.000 $                                               | 200.000 $                                                | 100.000 $                                                | 050.250 $                                                | 031.000 $                                                | 019.000 $                                                |
| 2011                                                     | 1.800.000 $                                              | 0900.000 $                                               | 0450.000 $                                               | 225.000 $                                                | 110.000 $                                                | 055.000 $                                                | 031.000 $                                                | 019.000 $                                                |
| 2012                                                     | 1.900.000 $                                              | 0950.000 $                                               | 0475.000 $                                               | 237.500 $                                                | 120.000 $                                                | 065.000 $                                                | 037.000 $                                                | 023.000 $                                                |
| 2013                                                     | 2.600.000 $                                              | 1.300.000 $                                              | 0650.000 $                                               | 325.000 $                                                | 165.000 $                                                | 093.000 $                                                | 053.000 $                                                | 039.000 $                                                |
| 2014                                                     | 3.000.000 $                                              | 1.450.000 $                                              | 0730.000 $                                               | 370.250 $                                                | 187.300 $                                                | 105.090 $                                                | 060.420 $                                                | 035.754 $                                                |
| 2015                                                     | 3.300.000 $                                              | 1.600.000 $                                              | 0805.000 $                                               | 410.975 $                                                | 213.575 $                                                | 120.200 $                                                | 068.600 $                                                | 039.500 $                                                |
| 2016                                                     | 3.500.000 $                                              | 1.750.000 $                                              | 0875.000 $                                               | 450.000 $                                                | 235.000 $                                                | 140.000 $                                                | 077.118 $                                                | 043.313 $                                                |
| 2017                                                     | 3.700.000 $                                              | 1.825.000 $                                              | 0920.000 $                                               | 470.000 $                                                | 253.625 $                                                | 144.000 $                                                | 086.000 $                                                | 050.000 $                                                |
| 2018                                                     | 3.800.000 $                                              | 1.850.000 $                                              | 0925.000 $                                               | 475.000 $                                                | 266.000 $                                                | 156.000 $                                                | 093.000 $                                                | 054.000 $                                                |
| 2019                                                     | 3.850.000 $                                              | 1.900.000 $                                              | 0960.000 $                                               | 500.000 $                                                | 280.000 $                                                | 163.000 $                                                | 100.000 $                                                | 058.000 $                                                |
| 2020                                                     | 3.000.000 $                                              | 1.500.000 $                                              | 0800.000 $                                               | 425.000 $                                                | 250.000 $                                                | 163.000 $                                                | 100.000 $                                                | 058.000 $                                                |
| 2021                                                     | 2.500.000 $                                              | 1.250.000 $                                              | 0675.000 $                                               | 425.000 $                                                | 265.000 $                                                | 180.000 $                                                | 115.000 $                                                | 075.000 $                                                |
| 2022                                                     | 2.600.000 $                                              | 1.300.000 $                                              | 0705.000 $                                               | 445.000 $                                                | 278.000 $                                                | 188.000 $                                                | 121.000 $                                                | 080.000 $                                                |
| 2023                                                     | 3.000.000 $                                              | 1.500.000 $                                              | 0775.000 $                                               | 455.000 $                                                | 284.000 $                                                | 191.000 $                                                | 123.000 $                                                | 081.500 $                                                |
| 2024                                                     | 3.600.000 $                                              | 1.800.000 $                                              | 1.000.000 $                                              | 530.000 $                                                | 325.000 $                                                | 215.000 $                                                | 140.000 $                                                | 100.000 $                                                |
| 2025                                                     | 5.000.000 $                                              | 2.500.000 $                                              | 1.260.000 $                                              | 660.000 $                                                | 400.000 $                                                | 237.000 $                                                | 154.000 $                                                | 110.000 $                                                |

### Preisgeldentwicklung Doppel
| Preisgeldentwiclung US Open seit 2020 (in US-Dollar) – Doppelwettbewerbe | Preisgeldentwiclung US Open seit 2020 (in US-Dollar) – Doppelwettbewerbe | Preisgeldentwiclung US Open seit 2020 (in US-Dollar) – Doppelwettbewerbe | Preisgeldentwiclung US Open seit 2020 (in US-Dollar) – Doppelwettbewerbe | Preisgeldentwiclung US Open seit 2020 (in US-Dollar) – Doppelwettbewerbe | Preisgeldentwiclung US Open seit 2020 (in US-Dollar) – Doppelwettbewerbe | Preisgeldentwiclung US Open seit 2020 (in US-Dollar) – Doppelwettbewerbe | Preisgeldentwiclung US Open seit 2020 (in US-Dollar) – Doppelwettbewerbe |
| ------------------------------------------------------------------------ | ------------------------------------------------------------------------ | ------------------------------------------------------------------------ | ------------------------------------------------------------------------ | ------------------------------------------------------------------------ | ------------------------------------------------------------------------ | ------------------------------------------------------------------------ | ------------------------------------------------------------------------ |
| Jahr                                                                     | Sieg                                                                     | Finale                                                                   | Halbfinale                                                               | Viertelfinale                                                            | Achtelfinale                                                             | Runde der 32                                                             | Runde der 64                                                             |
| 2020                                                                     | 400.000                                                                  | 240.000                                                                  | 130.000                                                                  | 91.000                                                                   | 50.000                                                                   | 30.000                                                                   | –                                                                        |
| 2021                                                                     | 660.000                                                                  | 330.000                                                                  | 164.000                                                                  | 93.000                                                                   | 54.000                                                                   | 34.000                                                                   | 20.000                                                                   |
| 2022                                                                     | 688.000                                                                  | 344.000                                                                  | 172.000                                                                  | 97.500                                                                   | 56.400                                                                   | 35.800                                                                   | 21.300                                                                   |
| 2023                                                                     | 700.000                                                                  | 350.000                                                                  | 180.000                                                                  | 100.000                                                                  | 58.000                                                                   | 36.800                                                                   | 22.000                                                                   |
| 2024                                                                     | 750.000                                                                  | 375.000                                                                  | 190.000                                                                  | 110.000                                                                  | 63.000                                                                   | 40.000                                                                   | 25.000                                                                   |
| 2025                                                                     | 1.000.000                                                                | 500.000                                                                  | 250.000                                                                  | 125.000                                                                  | 75.000                                                                   | 45.000                                                                   | 30.000                                                                   |

Die Preisgelder in den Doppelwettbewerben erhält jeweils das Doppelteam.

### Preisgeldentwicklung Mixed
| Preisgeldentwiclung US Open seit 2021 (in US-Dollar) – Mixedwettbewerbe | Preisgeldentwiclung US Open seit 2021 (in US-Dollar) – Mixedwettbewerbe | Preisgeldentwiclung US Open seit 2021 (in US-Dollar) – Mixedwettbewerbe | Preisgeldentwiclung US Open seit 2021 (in US-Dollar) – Mixedwettbewerbe | Preisgeldentwiclung US Open seit 2021 (in US-Dollar) – Mixedwettbewerbe | Preisgeldentwiclung US Open seit 2021 (in US-Dollar) – Mixedwettbewerbe | Preisgeldentwiclung US Open seit 2021 (in US-Dollar) – Mixedwettbewerbe |
| ----------------------------------------------------------------------- | ----------------------------------------------------------------------- | ----------------------------------------------------------------------- | ----------------------------------------------------------------------- | ----------------------------------------------------------------------- | ----------------------------------------------------------------------- | ----------------------------------------------------------------------- |
| Jahr                                                                    | Sieg                                                                    | Finale                                                                  | Halbfinale                                                              | Viertelfinale                                                           | Achtelfinale                                                            | Runde der 32                                                            |
| 2021                                                                    | 160.000                                                                 | 78.000                                                                  | 40.000                                                                  | 22.000                                                                  | 13.400                                                                  | 7.800                                                                   |
| 2022                                                                    | 163.000                                                                 | 81.500                                                                  | 42.000                                                                  | 23.000                                                                  | 14.200                                                                  | 8.300                                                                   |
| 2023                                                                    | 170.000                                                                 | 85.000                                                                  | 42.500                                                                  | 23.200                                                                  | 14.200                                                                  | 8.300                                                                   |
| 2024                                                                    | 200.000                                                                 | 100.000                                                                 | 50.000                                                                  | 27.500                                                                  | 16.500                                                                  | 10.000                                                                  |
| 2025                                                                    | 1.000.000                                                               | 400.000                                                                 | 200.000                                                                 | 100.000                                                                 | 20.000                                                                  | –                                                                       |

Die Preisgelder in den Mixedwettbewerben erhält jeweils das Mixedteam.
Seit 1973 erhalten die Herren und Damen ein Preisgeld in gleicher Höhe. John Newcombe und Margaret Court waren die ersten, die jeweils 25.000 $ für den Sieg erhielten. 2023 feierten die US Open das 50-jährige Jubiläum dieser Gleichstellung.
In den Qualifikationsrunden (Herreneinzel/Qualifikation und Dameneinzel/Qualifikation), an denen jeweils 128 Spieler teilnehmen, beträgt 2025 das Preisgeld in der 1. Qualifikationsrunde 27.500 $, in der 2. Qualifikationsrunde 41.800 $ und in der 3. Qualifikationsrunde 57.200 $.
Neben einem Reisegutschein von 1000 Dollar erhält jeder ein zweites kostenloses Zimmer in einem offiziellen Turnierhotel. Hinzu kommen Essenszuschüsse und Zuschüsse zum Besaitungsservice. In den Katakomben des Arthur Ashe-Stadions sind 22 Besaiter aus 14 Ländern tätig. Sie werden größtenteils von den French Open in Roland Garros übernommen. Sie trainieren vier Tage lang vor Beginn der US Open an Besaitungsmaschinen von Wilson. Die Besaitung eines Schlägers dauert etwa 18 Minuten.
Die Siegespämien im Damen- und Herreneinzel erreichen 2025 den bisherigen Höchststand von 5.000.000 $. Die Siegerteams im Doppel erhalten zusammen jeweils 1.000.000 $, was auch das geringere Interesse des Publikums und der Medien an diesen Turnieren widerspiegelt. Ab 2025 steigt das Preisgeld für die Mixed-Sieger von 200.000 $ auf eine Million US-Dollar.
Im Junioren-Tennisturnier, an denen 14- bis 18-jährige teilnehmen, gibt es kein Preisgeld, da es als unangemessen angesehen wird, Kinder dem Druck auszusetzen, direkt um Geld zu spielen. Sie erhalten jedoch Ranglistenpunkte, die für ihre internationale Junioren-Rangliste angerechnet werden.
Dem gegenüber erhalten Balljungen und -mädchen einen Stundenlohn von 16 $, wobei bei den US Open auch ältere „Balljungen“ und „Ballmädchen“ zugelassen sind. Das Mindestalter beträgt 14 Jahre, das Durchschnittsalter ist 21 Jahre. Insgesamt sind 350 Balljungen und -mädchen in Sechsergruppen im Einsatz. Aus 1200 Bewerbern qualifizieren sich 120. Die restlichen 230 werden aus dem Vorjahr übernommen.
Stuhlschiedsrichter werden je nach Erfahrung durch die Organisationen ITF, WTA und ATP in drei Kategorien eingeteilt: Gold, Silber und Bronze. Sie erhalten pro Match eine Vergütung von 3700 $. Für das Finale steigt die Vergütung auf 6200 $. Ab dem Viertelfinale werden nur Gold-Schiedsrichter eingesetzt, von denen es weltweit derzeit 33 gibt.

## Vergleich der Preisgelder für die Sieger
| Veranstaltung   | Preisgeld     | in Euro     |
| --------------- | ------------- | ----------- |
| US Open         | 3.000.000 $   | 2.765.869 € |
| Wimbledon       | 2.350.000 £   | 2.758.406 € |
| French Open     | 2.300.000 €   | 2.300.000 € |
| Australian Open | 2.975.000 AU$ | 1.761.694 € |

| Veranstaltung   | Preisgeld     | in Euro     |
| --------------- | ------------- | ----------- |
| US Open         | 3.600.000 $   | 3.290.058 € |
| Wimbledon       | 2.700.000 £   | 3.199.581 € |
| French Open     | 2.400.000 €   | 2.400.000 € |
| Australian Open | 3.150.000 AU$ | 1.906.695 € |

| Veranstaltung   | Preisgeld     | in Euro     |
| --------------- | ------------- | ----------- |
| US Open         | 5.000.000 $   | 4.295.850 € |
| Wimbledon       | 3.000.000 £   | 3.524.730 € |
| French Open     | 2.550.000 €   | 2.550.000 € |
| Australian Open | 3.500.000 AU$ | 2.111.000 € |

## Teilnehmer
Für das Hauptfeld in den Einzelwettbewerben qualifizieren sich 128 Spieler.
- 104 Plätze werden an die Bestplatzierten des WTA-/ATP-Rankings vergeben[40][41]
- 16 Plätze werden über das vorausgehende Qualifikationsturnier vergeben
- 8 Wildcards werden von der Turnierleitung vergeben

Seit dem Wimbledonturnier 2001 wurde die Setzliste bei den Grand Slams im Herreneinzel und Dameneinzel von 16 auf 32 gesetzte Spieler angehoben. In den übrigen Wettbewerben bleibt es bei 16. Die Setzliste verhindert, dass die besten Spielerinnen bzw. Spieler gleich in den ersten Runden aufeinander treffen können. 32 Spieler beziehungsweise 32 Spielerinnen werden deshalb gesetzt. Die übrigen Teilnehmer werden hinzugelost. Auch unter den ersten 32 Spielern wird gelost. Die einzig festen Positionen beim Setzen haben die 1 (oberste Linie im Board) und die 2 (unterste Linie). Die Nr. 3 und 4 werden gelost, d. h. wird die 4 zuerst gezogen, kommt sie in die obere Hälfte zur 1 und die 3 geht nach unten zur 2 und umgekehrt.
Am Qualifikationsturnier nehmen 128 Spieler beziehungsweise 128 Spielerinnen teil. Jeweils 120 Spieler, die wegen ihrer Weltranglistenplatzierung nicht unmittelbar in das Hauptfeld aufgenommen werden (Weltrangliste ab etwa Nr. 93 bis Nr. 233), können sich zum Qualifikationsturnier anmelden. Zusätzlich werden auch dort jeweils 8 Wildcards vergeben. Auch in den Qualifikationsturnieren werden 32 Spieler beziehungsweise 32 Spielerinnen gesetzt.

## Weltranglistenpunkte
Der Sieger im Herren-Einzel erhält – wie bei allen Grand-Slam-Turnieren – 2000 Punkte für die ATP-Weltrangliste, der Finalist erhält 1200 Punkte. Für das Erreichen des Halbfinales erhält man 720 Punkte, des Viertelfinales 360 Punkte, des Achtelfinales 180 Punkte. Die Siegerin im Damen-Einzel erhält 2000 Punkte für die WTA-Weltrangliste, die Finalistin 1300 Punkte. Für das Erreichen des Halbfinales erhält man 780 Punkte, des Viertelfinales 430 Punkte, des Achtelfinales 240 Punkte.

## Zuschauerzahlen
2024 wurde ein neuer Besucherrekord aufgestellt: 1.048.669 Zuschauer besuchten Flushing Meadows während des Turniers und übertrafen damit den bisherigen Rekord von 957.387 aus dem Jahr 2023.

## US Open 2024
Die 144. US Open 2024 fanden vom 26. August 2024 bis 8. September 2024 statt.
Matchbeginn war für die Daysessions um 11 Uhr (17 Uhr MESZ), beziehungsweise vom 5. bis 7. September um 12 Uhr (18 Uhr MESZ) und für die Nightsessions 19 Uhr (1 Uhr MESZ). Das Damen-Einzel Finale begann um 16 Uhr (22 Uhr MESZ), das Herren-Einzel Finale um 14 Uhr (20 Uhr MESZ).
Die Rechte an der Übertragung erwarb Sportdeutschland.TV für die Jahre 2023 bis 2027 vom US-amerikanischen Fernsehsender ESPN. Der Streamingdienst zeigte alle Partien kostenpflichtig gegen eine Pauschale (25.- €) im Livestream. Kostenfrei waren nur die Übertragungen der Qualifikationsrunden, der Doppel (bis Viertelfinale), der Mixed und der Junioren. Zudem übertrug auch Sky Deutschland, Sky Österreich beziehungsweise Sky Switzerland im Pay-TV sowie im Livestream auf Sky Go und bei WOW TV. Durch eine Sublizenz von Sportdeutschland.TV übertrug Joyn Österreich, kostenlos die US Open live auf Joyn, Puls 24 und Puls 4.

## US Open 2025
Die 145. US Open 2025 finden vom 24. August 2025 bis 7. September 2025 statt. Das Qualifikationsturnier wird vom 18. bis 21. August 2025 ausgetragen.